# Schlierstadt

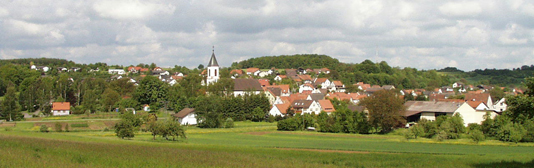
Schlierstadt

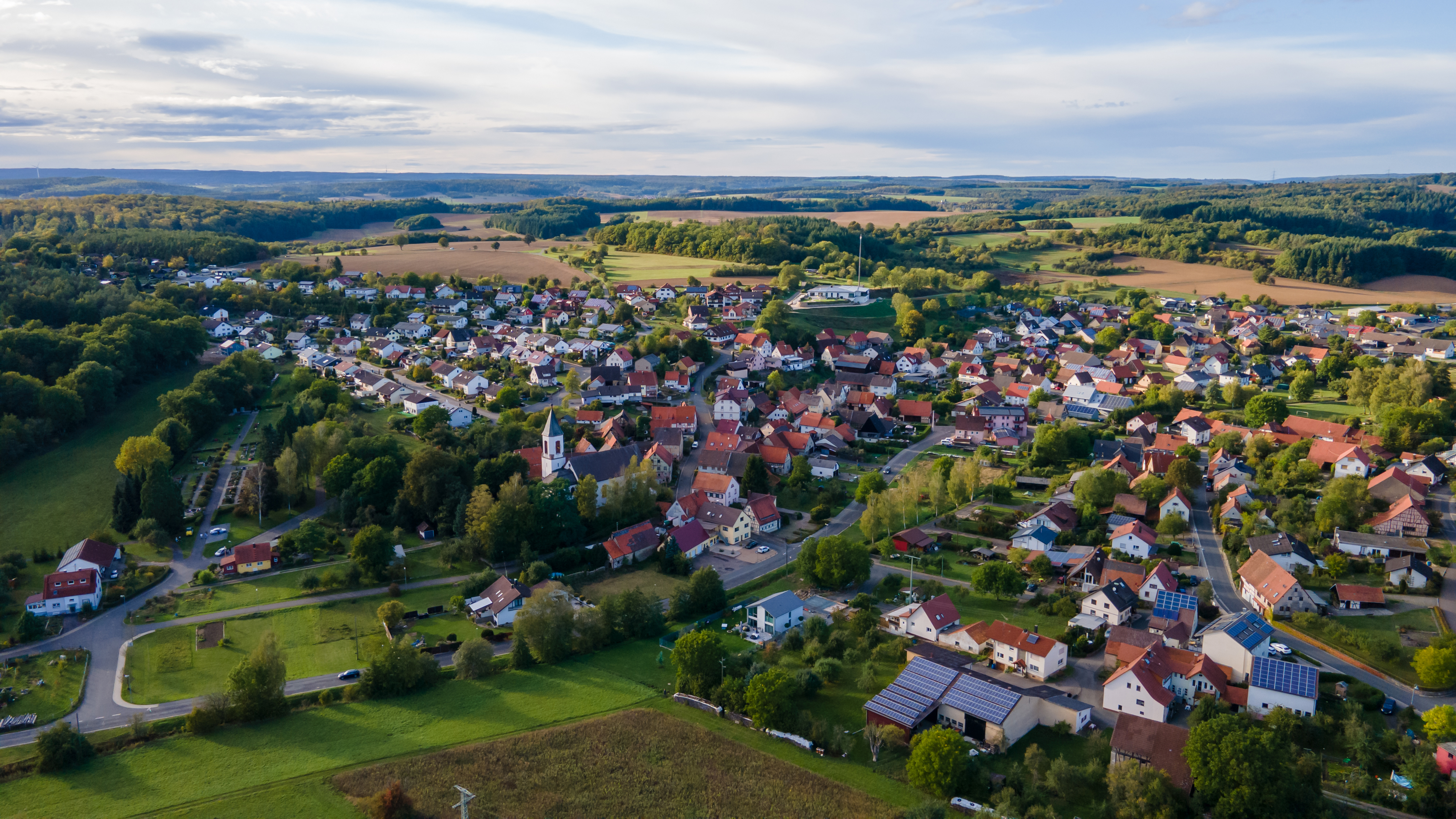
Schlierstadt aus der Luft im Jahr 2020

Schlierstadt ist ein Stadtteil von Osterburken im Neckar-Odenwald-Kreis (Baden-Württemberg, Regierungsbezirk Karlsruhe). Es liegt im Bauland, einer sanften Hügellandschaft, südöstlich des badischen Odenwaldteils. Es ist Teil des Madonnenländle.

## Geschichte
Die Geschichte von Schlierstadt wird erst in römischer Zeit, zwischen 150 und 260 n. Chr. greifbar und nachvollziehbar. Baureste und Scherbenfunde zeugen von römischer Besiedlung. Im Jahr 1971 wurden im Gewann "Hellen Brünnle" Mauerzüge eines römischen Gutshofs (Villa rustica) freigelegt.
Der Obergermanisch-Raetische Limes verlief nur wenige Kilometer östlich. Der Ortsname lässt auf eine Siedlung im 7./8. Jahrhundert schließen. „Slier“ bedeutet so viel wie schlammiger, feuchter lehmiger Boden. Häufig wurde damals der Name einer Siedlung nach der Beschaffenheit des Bodens gewählt. Eine schriftliche Erwähnung in einer angeblich von Kaiser Otto III. im Jahr 996 ausgestellten Urkunde ist vermutlich eine Fälschung, die erst im 13. Jahrhundert angefertigt wurde. Zu jener Zeit hatte das Kloster Amorbach Besitz in Schlierstadt. Unter diesem Einfluss wurde auch die Ortskirche dem heiligen Gangolf geweiht.
In der Zeit zwischen 1103 und 1265 tritt ein nach dem Ort benanntes Adelsgeschlecht auf. Adalbero und Ulrich von Schlierstadt sind namentlich bekannt. Im 13. Jahrhundert treten die von Ernstein als Zehntbesitzer auf. An ihre Stelle traten später die von Neudeck und die Rüdt von Collenberg. Anfang des 13. Jahrhunderts hatten die Dürner Ministerialen Struzzelin und von Wagenhofen die örtliche Vogtei als Lehen der Herren von Dürn inne. 1236 wird das Kloster Seligental gegründet und die Quellen über Schlierstadt werden reichlicher. Das Kloster hatte die Ortsherrschaft bis 1561.

1376 gelangte Schlierstadt unter die Landeshoheit des Kurfürsten von Mainz. An diese Zeit erinnern noch heute Grenzsteine mit dem Mainzer Rad im Bereich des Klosterwaldes. Im Bauernkrieg (1525) waren die Einwohner von Schlierstadt auf Seite der aufständischen Bauern. Die Reformation hinterließ auch in Schlierstadt ihre Spuren, die Gemeinde blieb jedoch katholisch. 1656 gehörte die Pfarrei Schlierstadt zum Würzburger Landkapitel Odenwald in Buchen. Erst im 19. Jahrhundert kam die Pfarrei zur Erzdiözese Freiburg. 

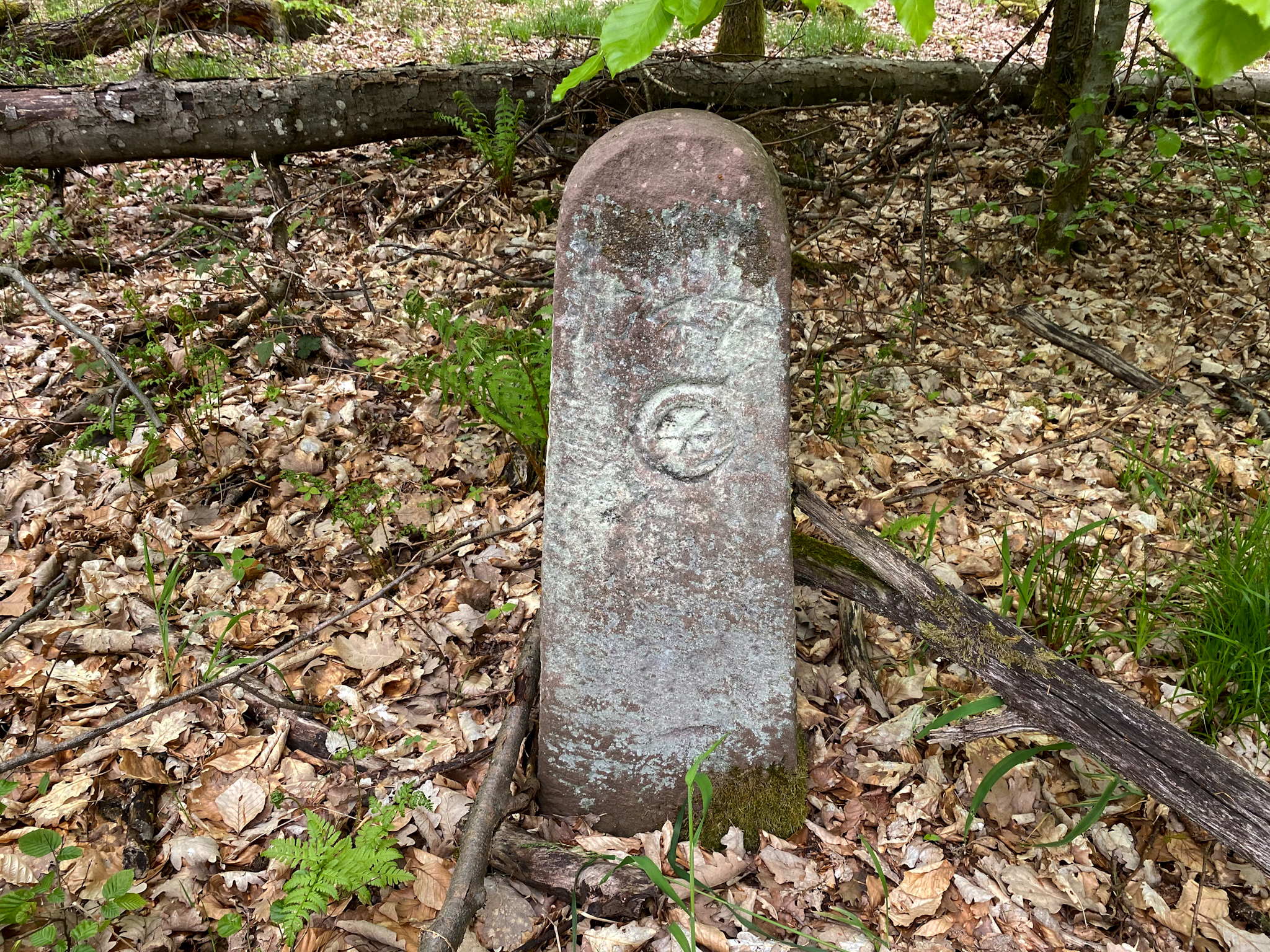
Grenzstein mit Mainzer Rad und der Jahreszahl 1747

Im Jahr 1766/67 wurde die heute noch stehende Kirche gebaut. Zu Beginn des 19. Jahrhunderts hatte Schlierstadt bereits über 800 Einwohner. Kurmainz bestimmte die Geschicke des Dorfes bis 1803, danach wurde Schlierstadt dem Fürstentum Leiningen zugeteilt. 1806 wurde der Ort großherzoglich-badisch. Mitte des 19. Jahrhunderts erfasste die Auswanderungswelle auch Schlierstadt. Mehr als 120 Schlierstädter sind, vorwiegend nach Amerika, ausgewandert. 
1884 wurde eine Spar- und Darlehenskasse gegründet. Ende des 19. Jahrhunderts wurde eine Wasserleitung gebaut. Während des Ersten Weltkrieges erfolgte die Stromversorgung durch das Elektrizitätswerk Jagsthausen. 1933 erreichte die katholische Zentrumspartei 60 Prozent der Wählerstimmen in Schlierstadt.
Von großen kriegerischen Ereignissen blieb Schlierstadt im Zweiten Weltkrieg verschont, wenn man von der Besetzung durch die Amerikaner absieht. An die Opfer der Kriege erinnern das imperial aussehende Kriegerdenkmal von 1870 / 71 beim alten Rathaus in der Kirchstraße und die Gedenktafeln an der Friedhofshalle. 38 Schlierstadter Männer haben im Ersten Weltkrieg ihr Leben verloren. 59 Männer waren es im Zweiten Weltkrieg, wenn man die Vermissten mitzählt.

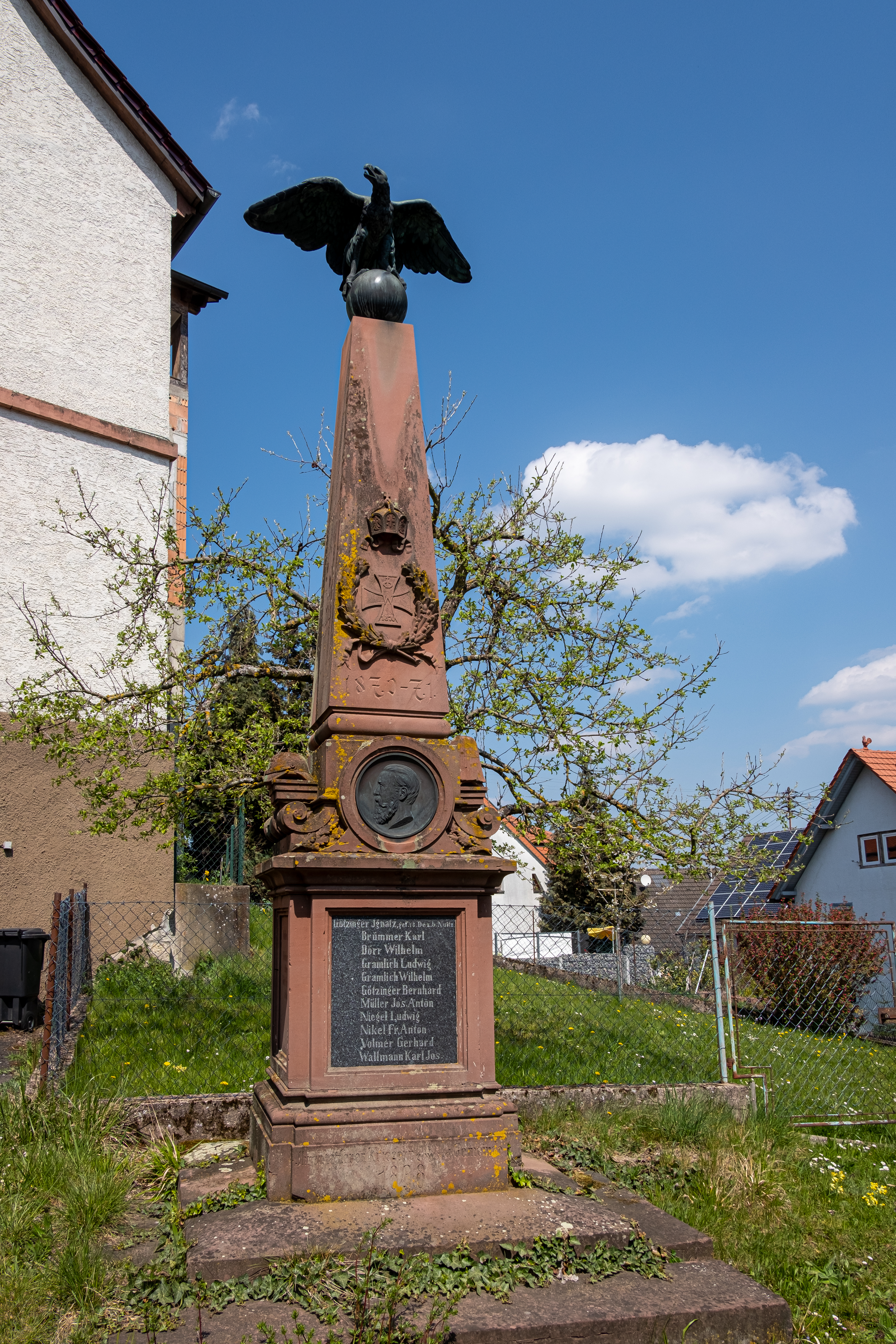
Kriegerdenkmal 1870 71 Schlierstadt

Am 1. Januar 1975 wurde Schlierstadt nach Osterburken im Neckar-Odenwald-Kreis eingemeindet. Vor 1975 war die Gemeinde selbständig und Teil des Landkreises Buchen.
Heute hat Schlierstadt rund 800 Einwohner. Die Bevölkerung ist überwiegend römisch-katholisch und pendelt größtenteils in die größeren Nachbarorte.

## Sehenswürdigkeiten

### Religiöse Bauwerke
- Die katholische Pfarrkirche St. Gangolf wurde 1766/67 anstelle einer wesentlich älteren Kirche erbaut und blieb zunächst turmlos. Der Turm wurde erst im Jahr 1953 ergänzt. Die Kirche wurde zuletzt von 2011 bis 2013 umfassend renoviert. Seit 1955 findet dort der jährliche Gangolfsritt, eine Reiterprozession zum Gangolfstag, statt.
- Das Kloster Seligental ist ein ehemaliges Nonnenkloster der Zisterzienser, das im Zuge der Reformation seinen Niedergang erlebte und 1568 aufgehoben wurde. Die Klosteranlagen sind in einem landwirtschaftlichen Anwesen aufgegangen.
- Kapelle am Pfarrersbild. Zwischen Schlierstadt und Hemsbach steht die "Pfarrersbild Kapelle". Die Kapelle wurde im Jahr 1947 von einer Schlierstadter Familie zum Gedenken an ihren im Jahr 1941 in Kiwisnoija in Russland gefallenen Sohn errichtet. Ehemals stand an dieser Stelle ein Holzkreuz. Über die Bedeutung des Kreuzes gibt es zwei verschiedene Ansichten. Früher wurde Schlierstadt einige Zeit durch den Pfarrer von Hemsbach mitbetreut. An der Stelle des Kreuzes soll der Pfarrer ausgeraubt und ermordet worden sein, als er auf dem Weg war zu einem Sterbenden um ihm die letzten Sakramente zu spenden. An der Stelle, wo die heilige Hostie noch lag, hätte ein Licht geleuchtet. Nach einer anderen Erzählung wäre das Pferd des Pfarrers an dieser Stelle stehen geblieben. Der Pfarrer hätte eine Erscheinung gehabt, die ihm befahl an dieser Stelle einen Wallfahrtsort oder einen Bildstock zu errichten.[5]
- Mosaikbild des heiligen Gangolf. Beim "Tannenwäldle" steht das Mosaikbild des heiligen Gangolf. Ursprünglich war das Bild über dem Hauptportal der Pfarrkirche St. Gangolf angebracht. In den 70 er Jahren des 20. Jahrhunderts wurde das Bild abgenommen und an der heutigen Stelle wieder aufgebaut. Die Schlierstadter sagen deshalb, der heilige Gangolf sei der erste Aussiedler von Schlierstadt. Das Standbild ist Ziel der jährlichen Gangolfsprozession. Hier finden dann die Pferdesegnungen statt. Das Bild wurde einst von Franz j. Dörr und dessen Frau Amanda gestiftet. Die Ausführung erfolgte durch einen Mosaikkünstler in Offenburg.
- Kapelle am Tannenwäldle. Die Kapelle wurde im Jahre 1885 von der Familie Karl Brümmer, dem Onkel des Alois Brümmer, erbaut. Die Kapelle wurde in den 80 er Jahren des 20. Jahrhunderts renoviert.
- Kapelle am Hemsbacher Weg (Fischerskapelle) mit Marienfigur
- Kapelle in der Geisbergstraße

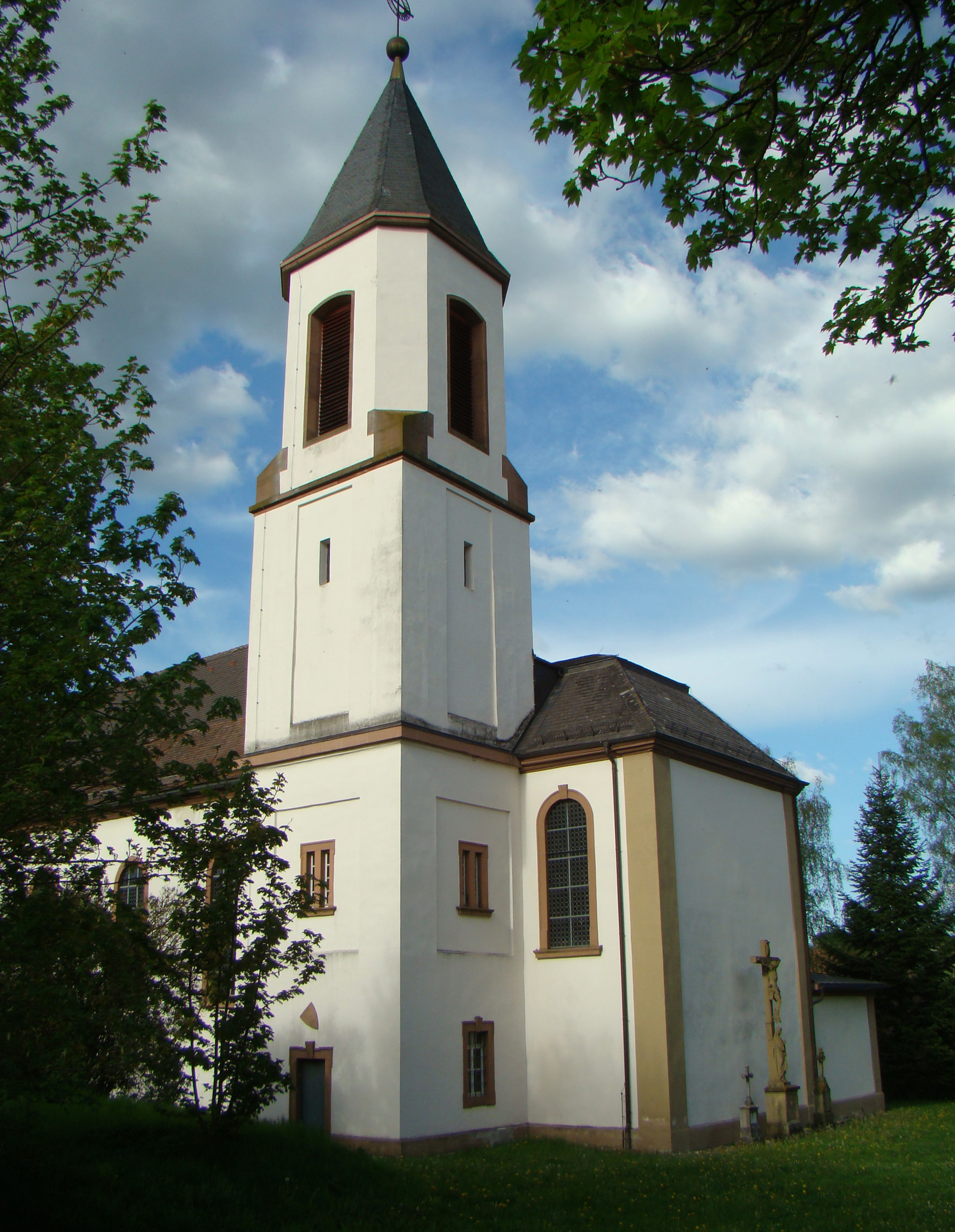
Pfarrkirche St. Gangolf
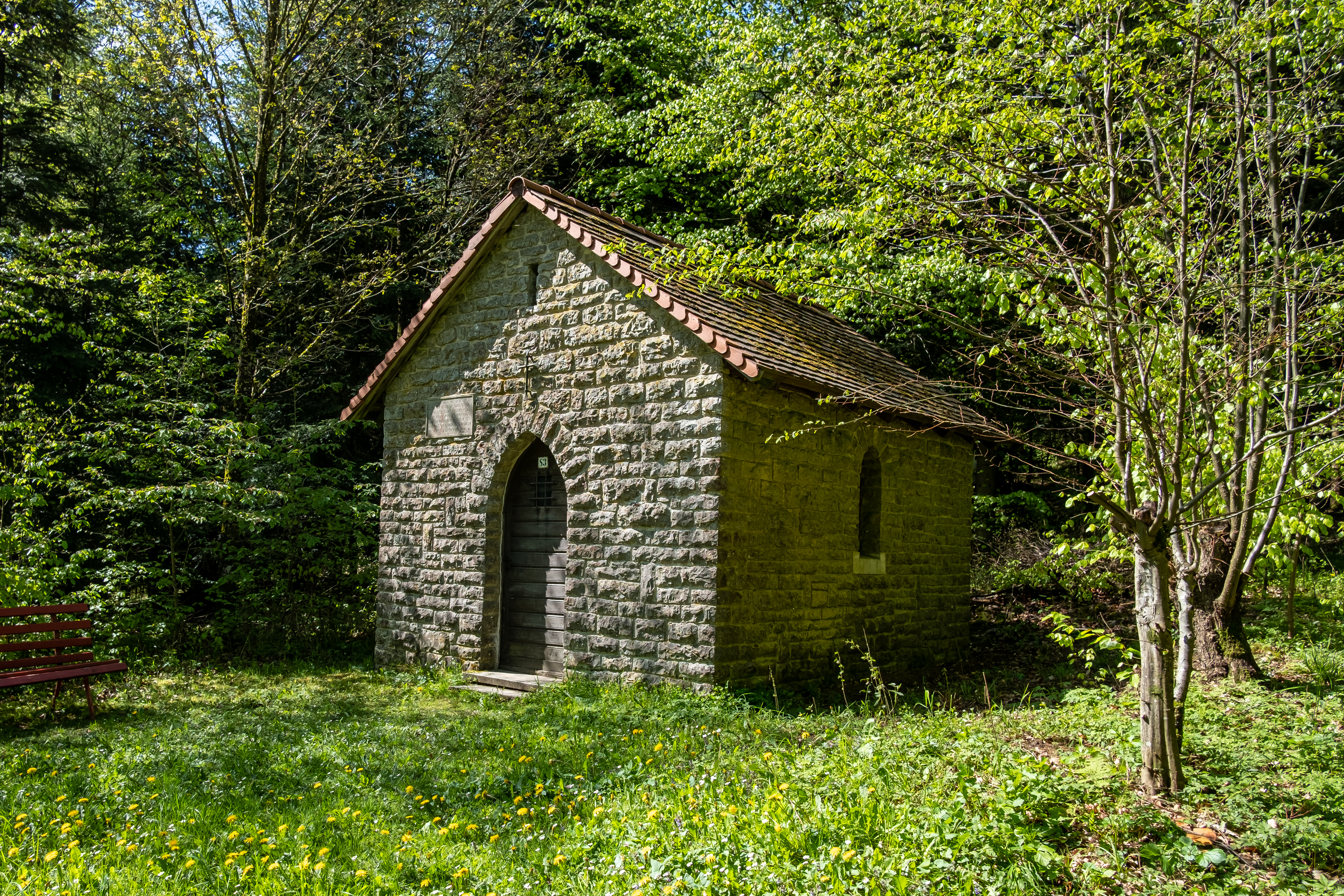
Kapelle am Pfarrersbild
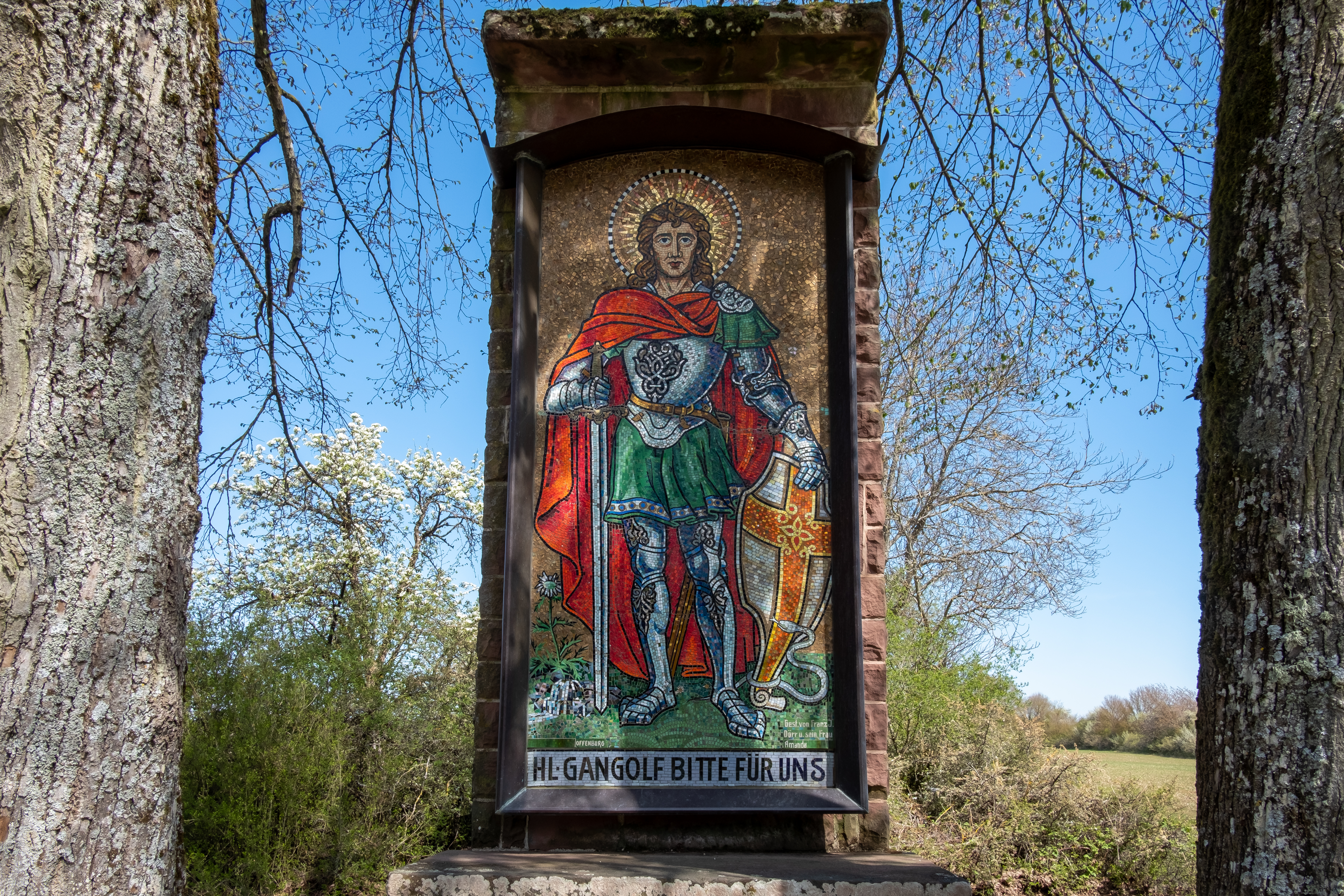
Mosaikstandbild des hl. Gangolf beim "Tannenwäldle"
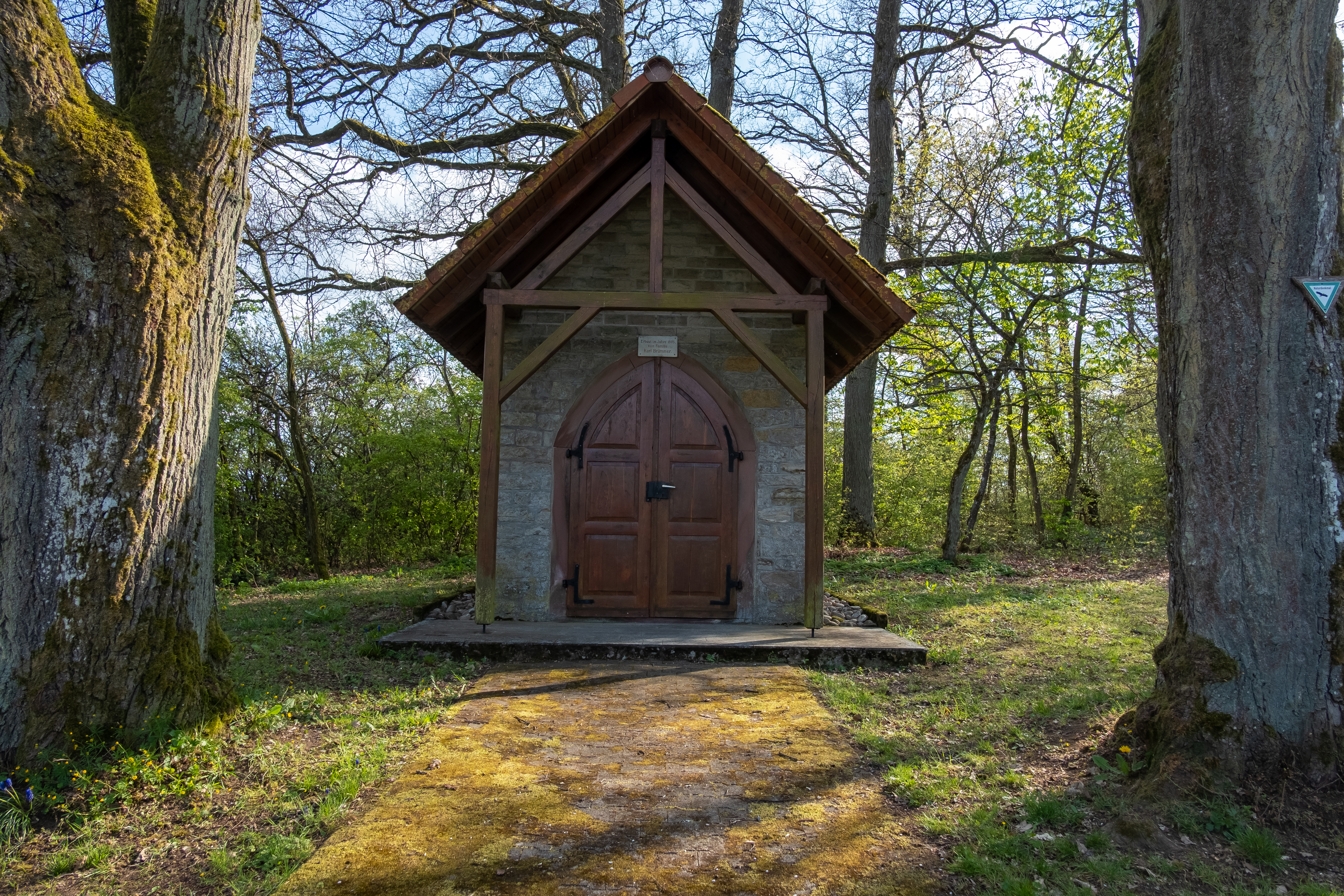
Kapelle am "Tannenwäldle", 1885 von der Familie Brümmer erbaut
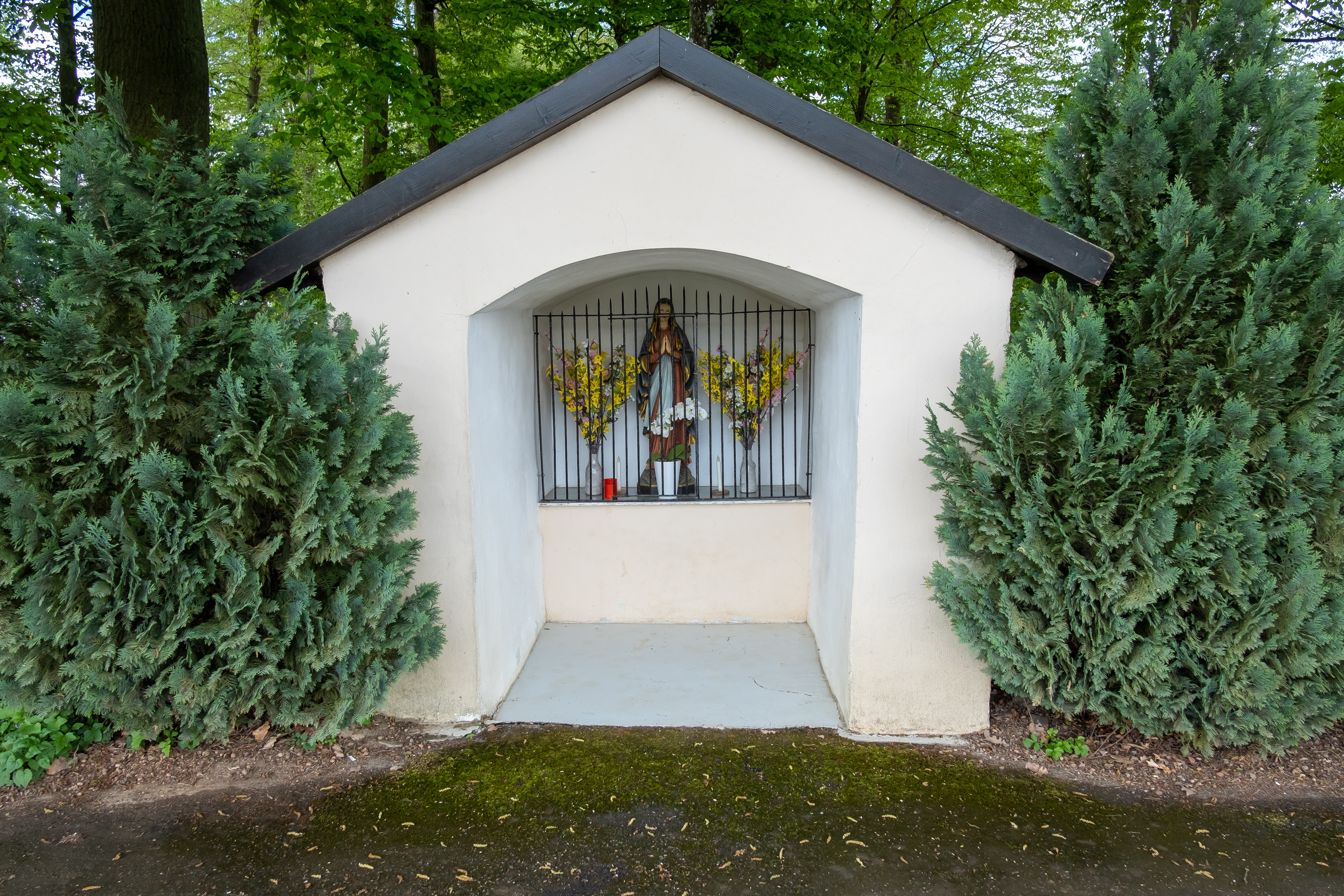
Fischerskapelle am Hemsbacher Weg mit Marienfigur
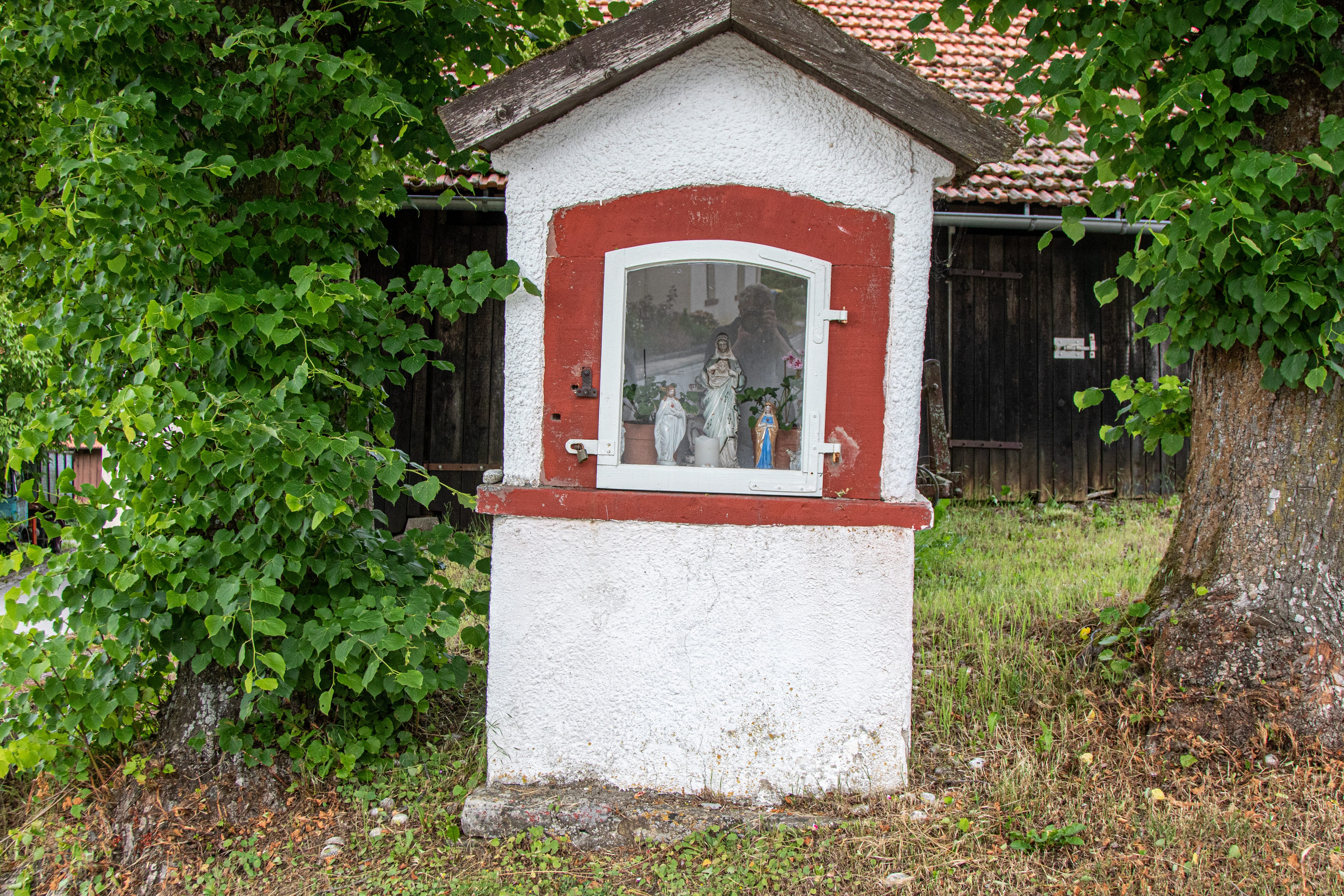
Kapelle an der Geisbergstraße

### Bildstöcke und Wegkreuze
- Sandsteinkreuz am Tannenwäldle
- Sandsteinkreuz an der Osterburkener Straße / Hemsbacher Weg.
- Bildstock in der Heckenstraße
- Der Bildstock in der Oberlandstraße erinnert an eine Bluttat. Er trägt die Inschrift: "Hier ist Michel Bischof mit einer Flinten erschossen 1721". Die Tat ist auf dem Bildstock bildlich dargestellt. Darunter stehen die Worte."Diesen Bildstock hat Mathes Bischof Gott zu Ehren errichten lassen 1721." Hier hat der Liebhaber eines Mädchens seinen Nebenbuhler erschossen.
- Bildstock in der Kirchstraße
- Der Bildstock an der Kirche verweist auf das Blutwunder von Walldürn.
- Das Wegkreuz am südlichen Ortseingang (Kreuzung Rathausstraße / Kirchstraße) wurde in den 80 er Jahren durch Vandalismus beschädigt. Der Korpus des Gekreuzigten wurde in der Folge durch eine Bronzefigur ersetzt.
- Die Muttergottes am Hemsbacher Weg wurde 1978 von der Familie Grimmer an einem Acker am Hemsbacher Weg aufgestellt. Ursprünglich stand sie in der Nähe der heutigen Aussiedlerhöfe und wurde in den 70 er Jahren des 20. Jahrhunderts beschädigt. Zur leichteren Bewirtschaftung des Feldes mit modernen Maschinen wurde sie an die heutige Stelle umgesiedelt.
- Ebenfalls am Hemsbacher Weg steht der Grabstein von Pfarrer Friedrich Stoll. Daneben das hölzerne Grabkreuz seiner Eltern, die in Mosbach beerdigt sind. Der Grabstein wurde nach Auflösung des Grabes, in dem auch sein Bruder beigesetzt wurde, an der heutigen Stelle aufgestellt. Am Grabkreuz seiner Eltern war ehemals eine Christusfigur aus Holz angebracht. Nachdem diese von Wespen, die das Holz zum Nestbau verwendeten, "aufgefressen" war, wurde das Kreuz restauriert und es wurde ein Christus aus Metall angebracht. An Pfarrer Stoll erinnert heute ein Gedenkstein unter dem Friedhofskreuz.
- Das Kreuz im Hohberg (Martinskreuz) erinnert vermutlich an einen Unfall oder eine Bluttat. Es handelt sich vermutlich um ein sogenanntes Sühnekreuz.

Weitere Bildstöcke standen einst am Bofsheimer Weg und am Hutpfad. Beide Bildstöcke wurden vor Jahren durch Diebe entwendet. Beim Sportplatz stand einst ein Holzkreuz. Der Christuskörper dieses Kreuzes wurde vor vielen Jahrzehnten durch einen Schuss durchlöchert. Der Korpus befindet sich heute im Pfarrzentrum. Bei dem Täter soll es sich der Überlieferung zufolge, um einen wütenden Fußballfan gehandelt haben, der mit dem Spielergebnis nicht zufrieden war.

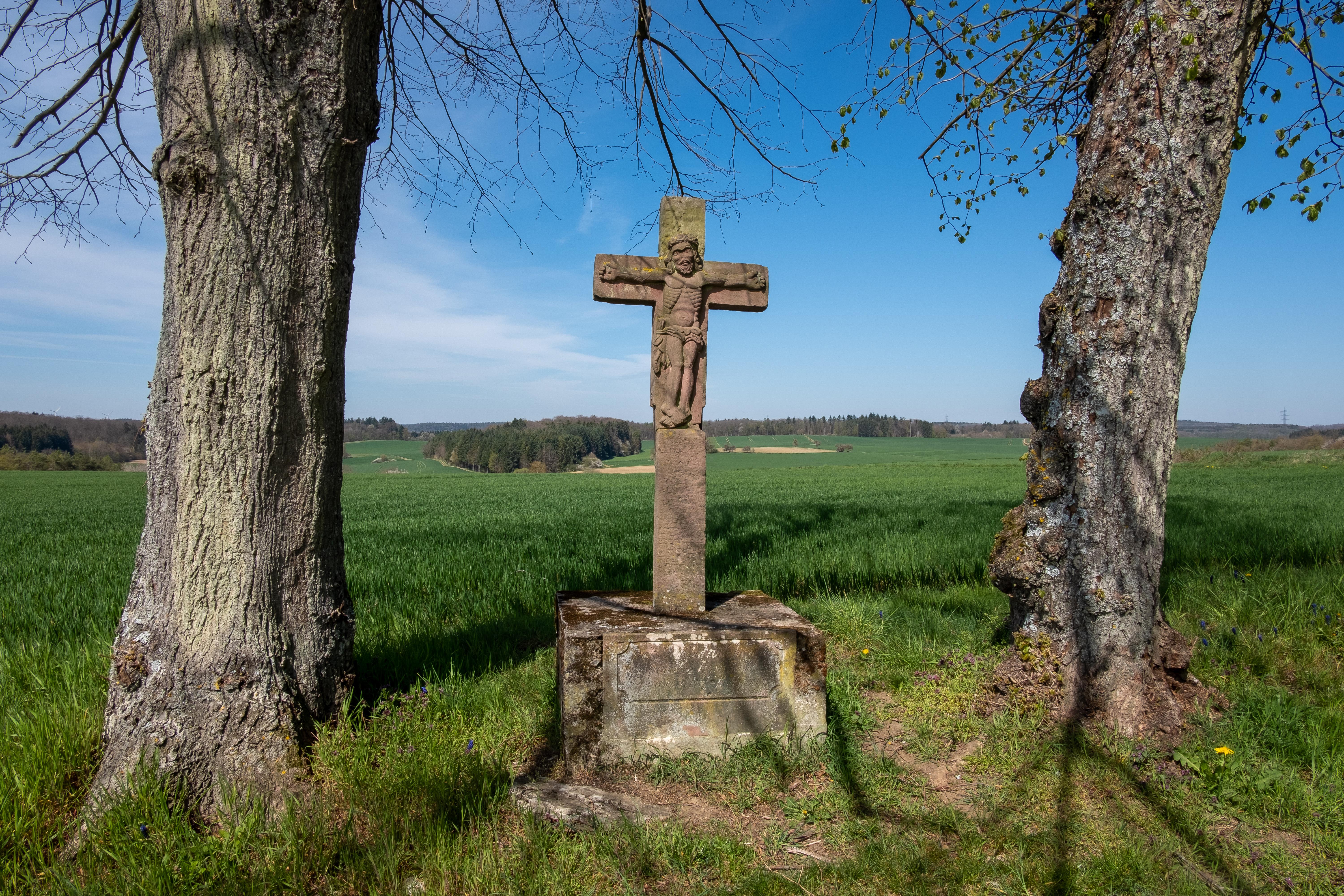
Sandsteinkreuz am Tannenwäldle
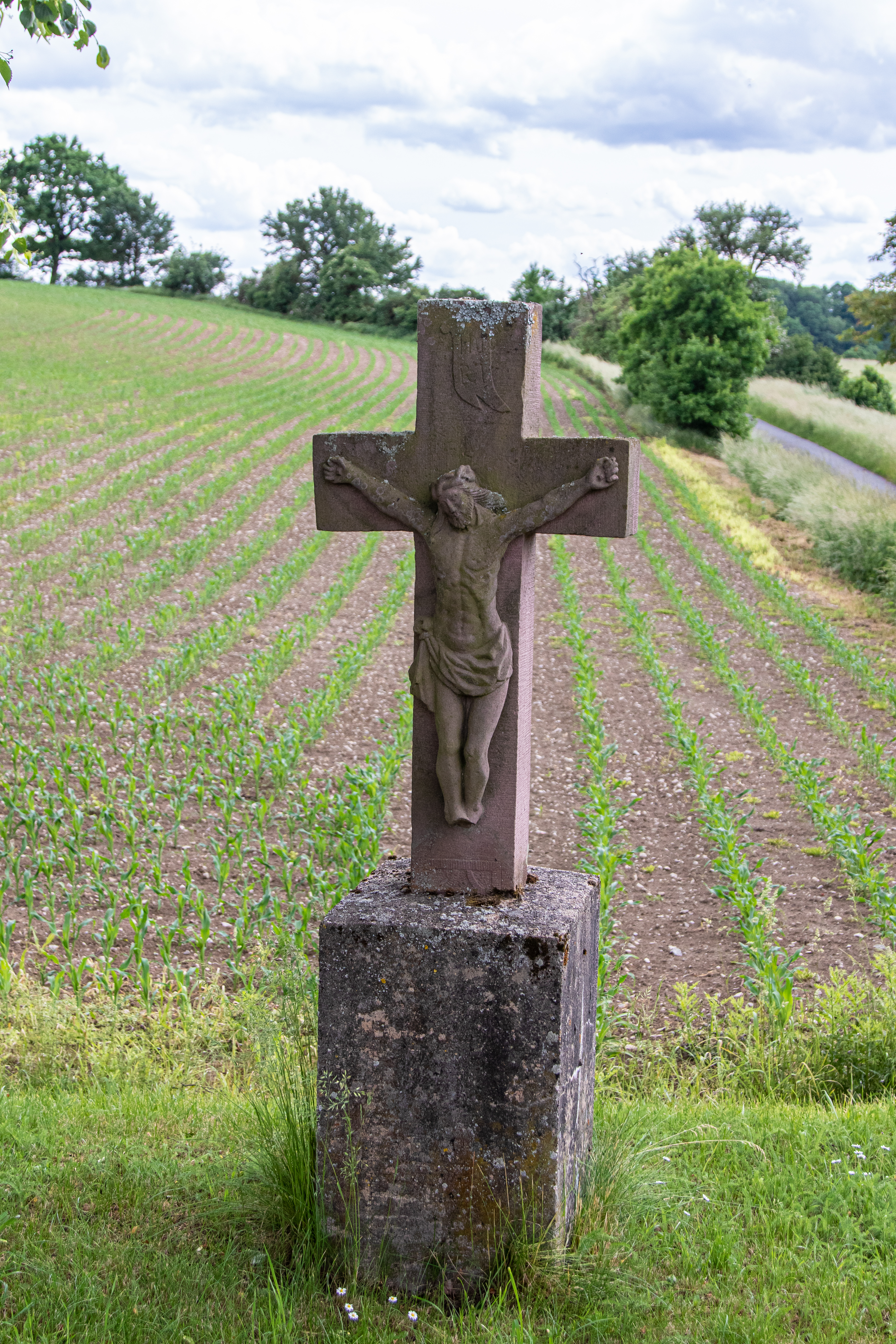
Kreuz am Osterburkener Weg
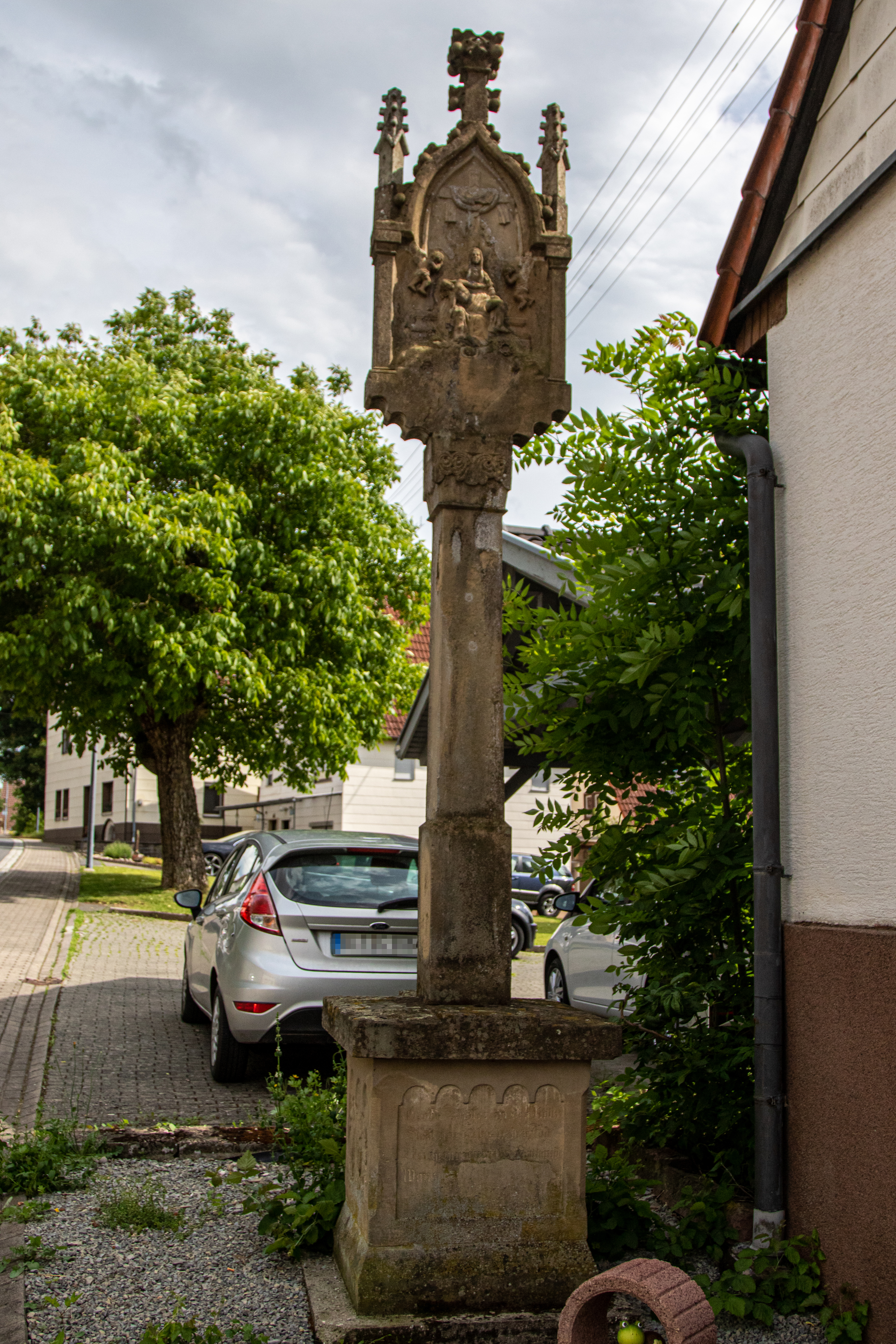
Bildstock in der Heckenstraße
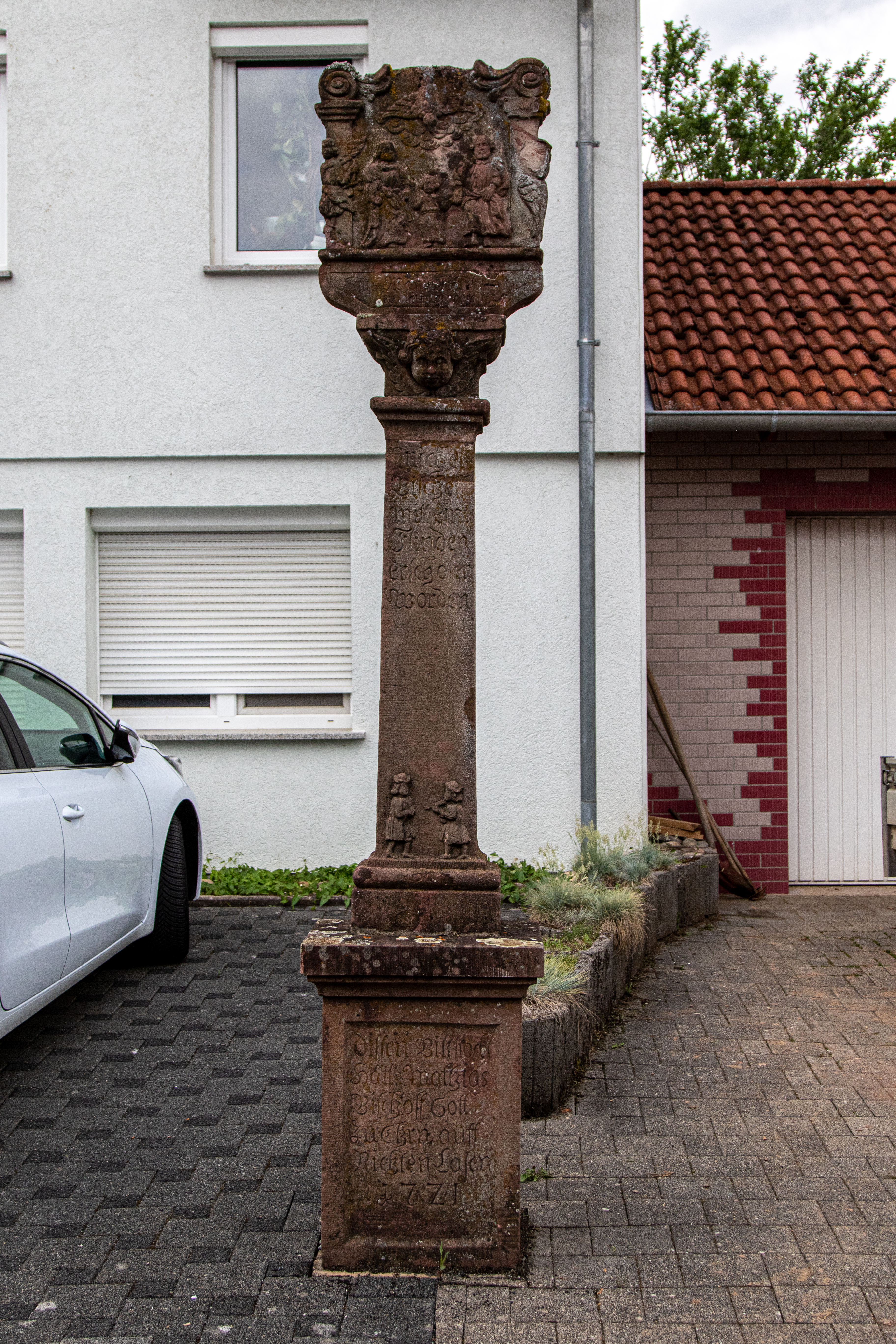
Bildstock in der Oberlandstraße
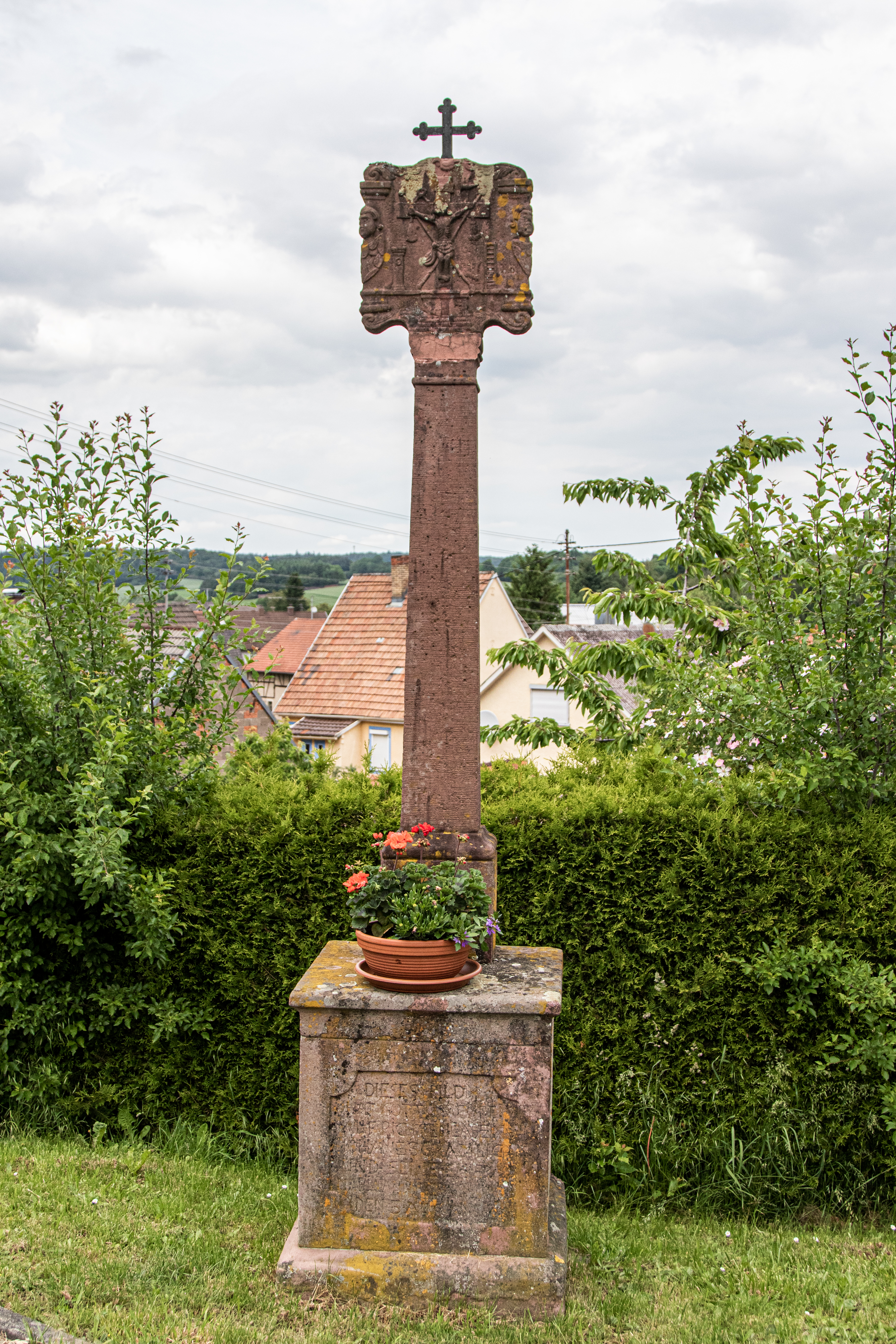
Bildstock in der Kirchstraße
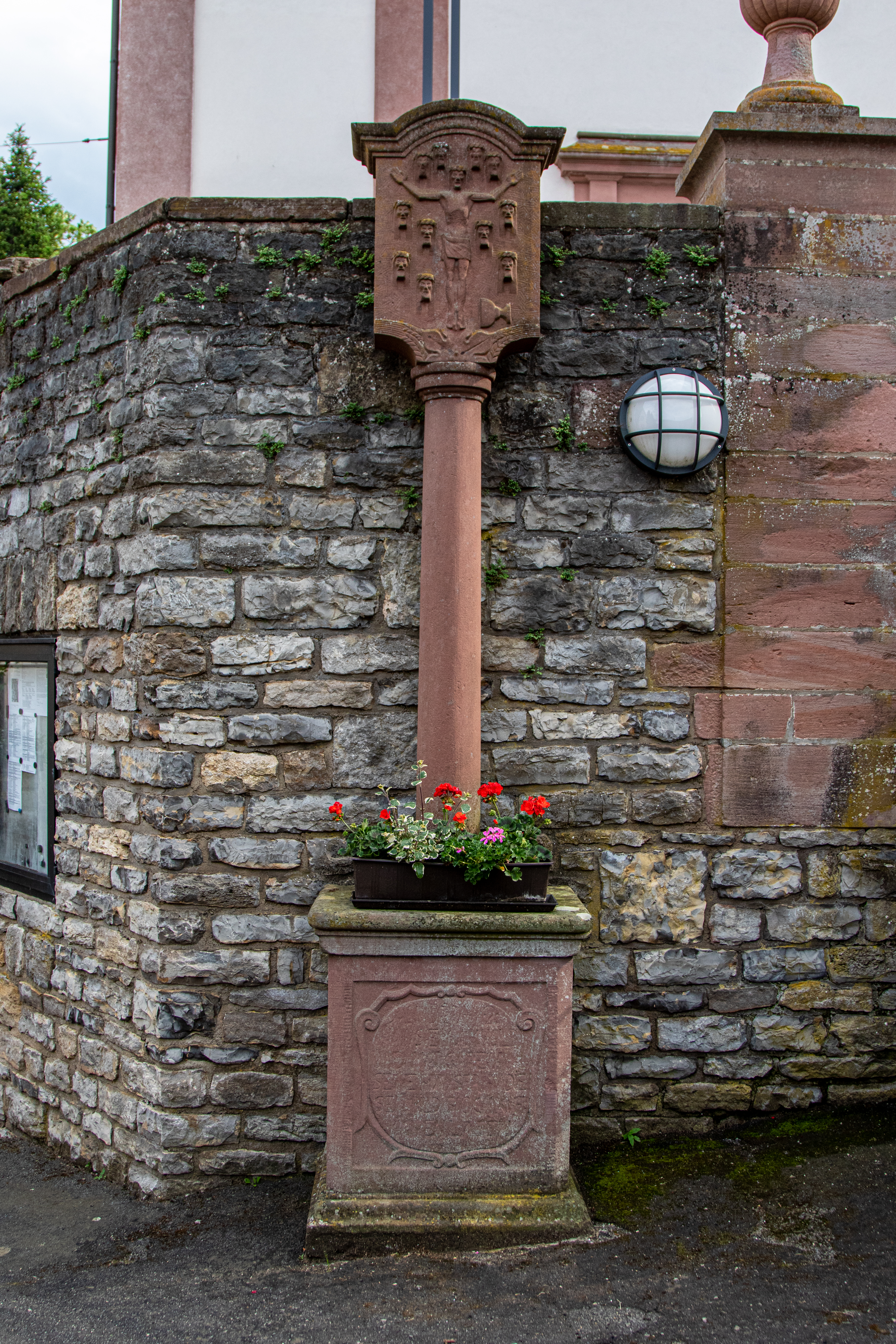
Bildstock an der Kirche
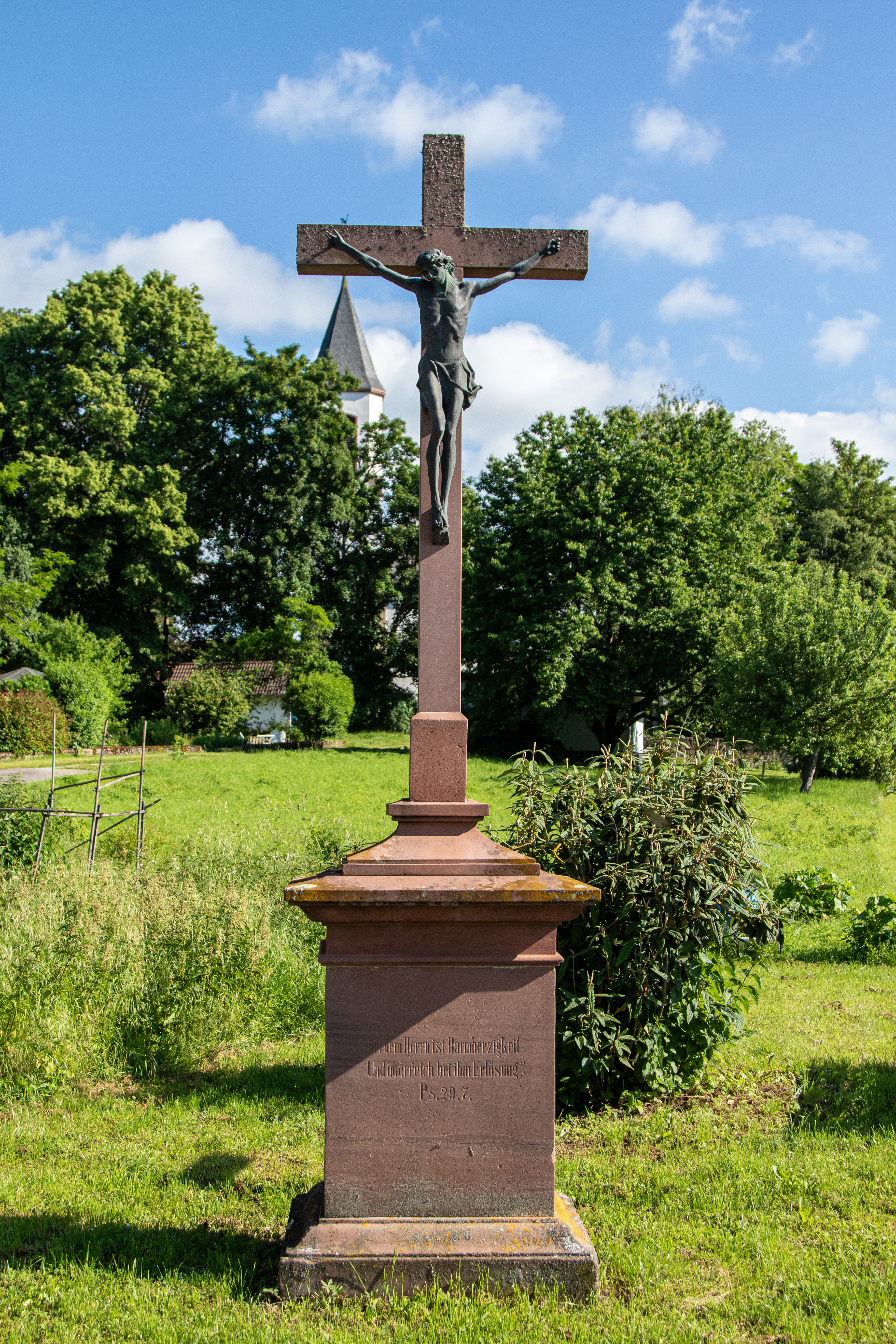
Wegkreuz am südlichen Ortseingang
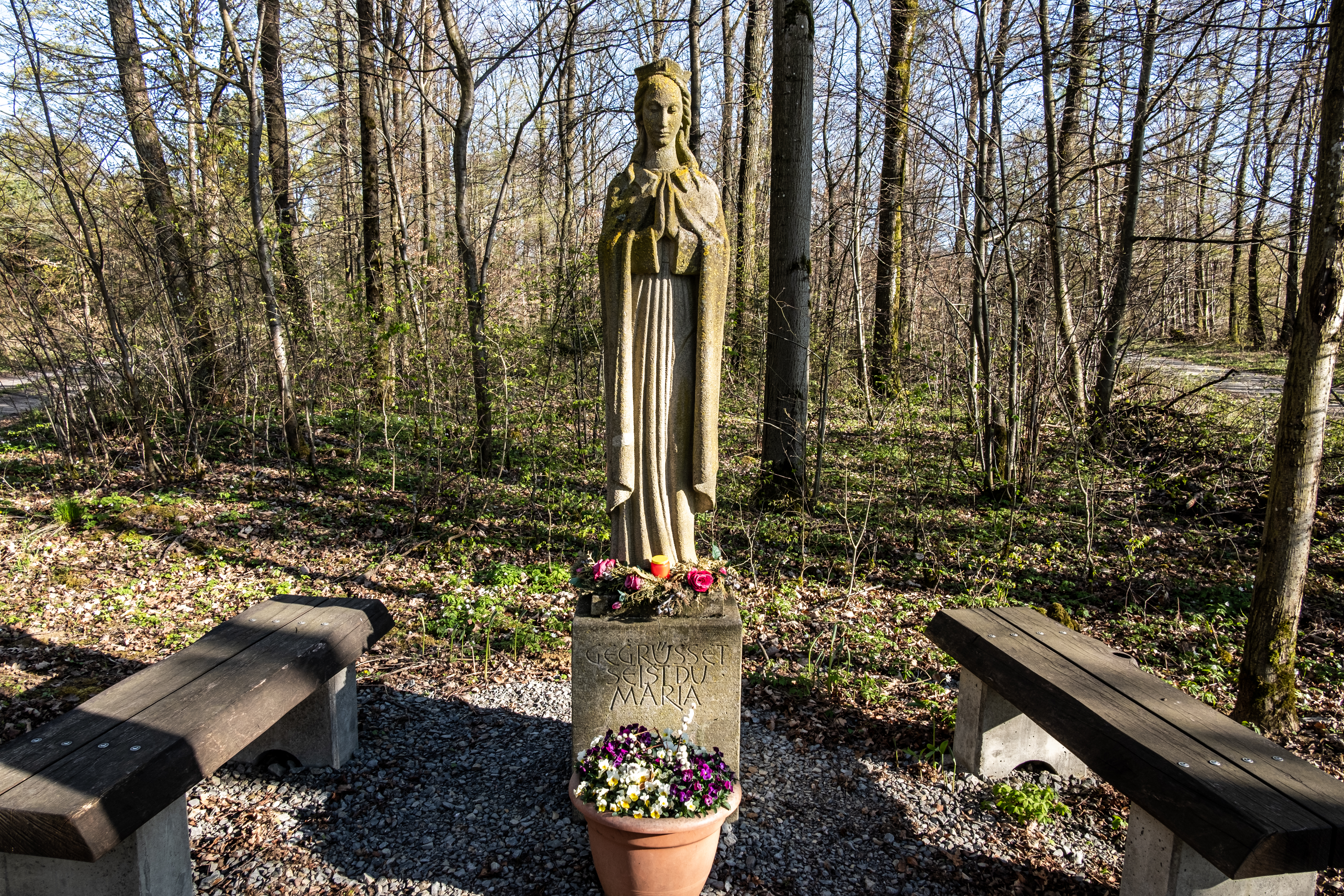
Muttergottes am Hemsbacher Weg
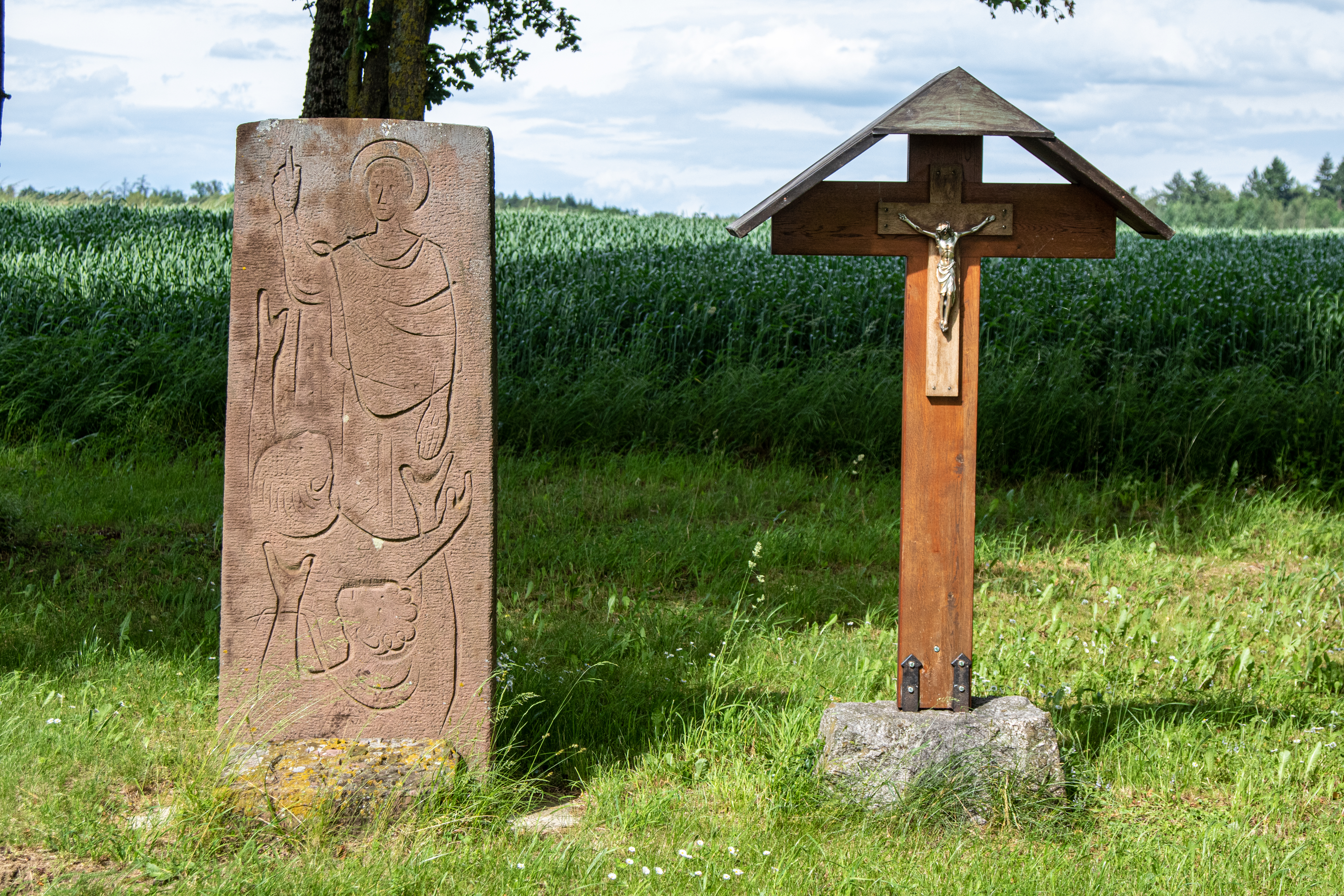
Grabstein von Pfarrer Stoll
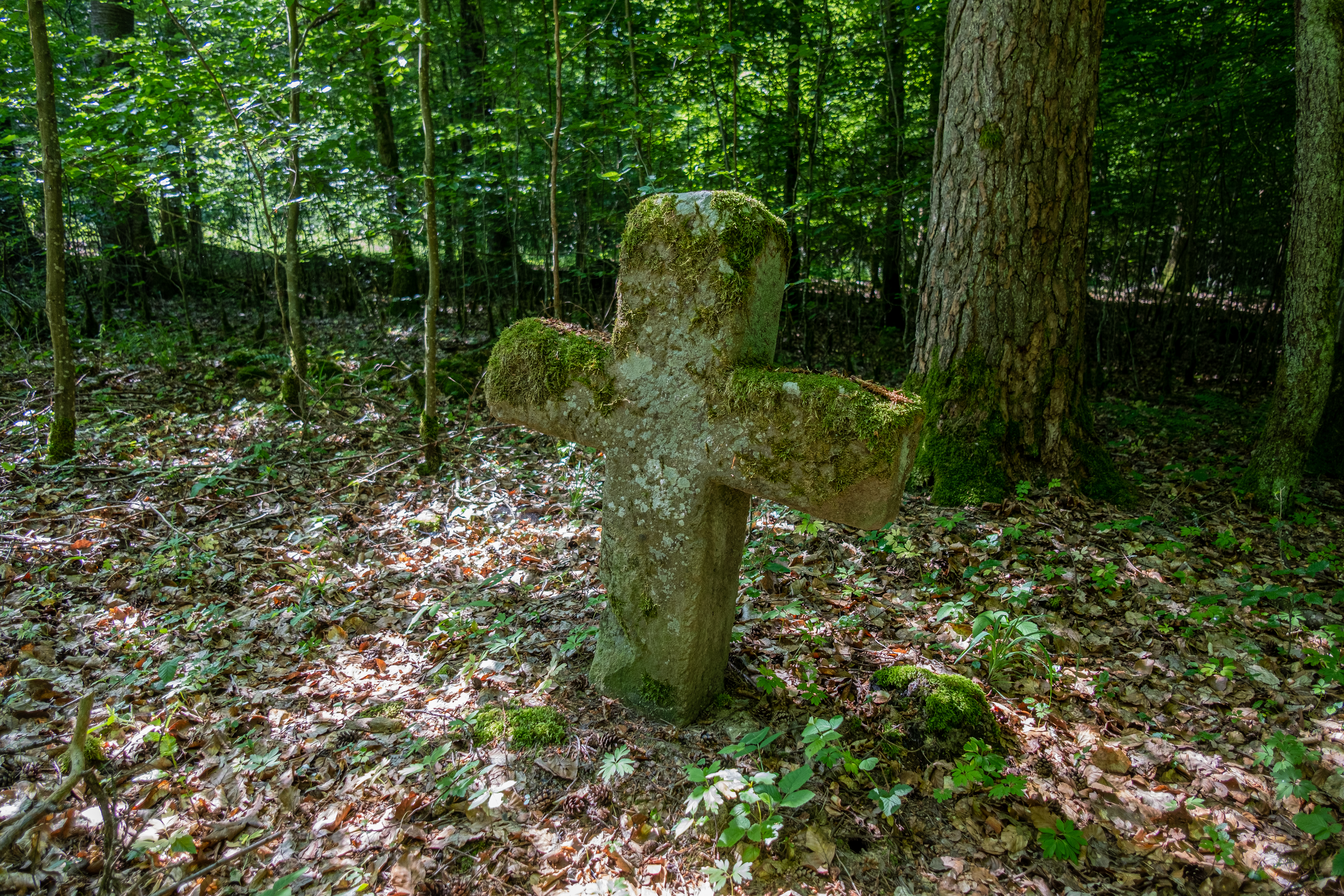
Kreuz im Hohberg (Martinskreuz)
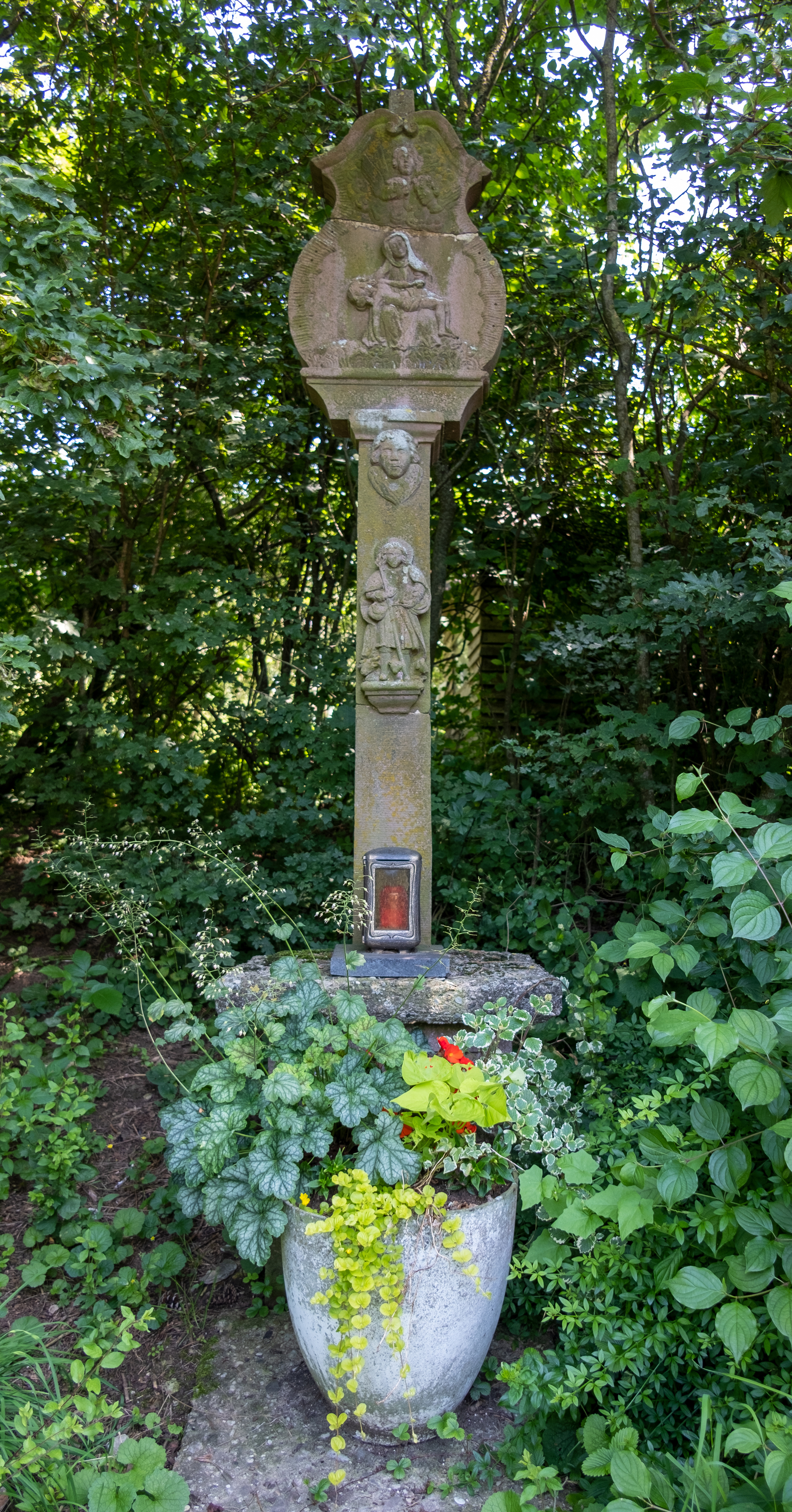
Bildstock beim Hofgut Sack (Siedlung Birkenhöhe)

### Technische Bauwerke
Der Kandel an der Ortsverbindungsstraße zwischen Schlierstadt und Osterburken im Rinschbachtal mag zunächst den Eindruck eines Aquädukts römischer Herkunft erwecken. Tatsächlich wurde die Anlage aber erst 1834 von der leiningschen Verwaltung gebaut. Bis in das Jahr 1968 wurden mit dieser Anlage die Wiesen im Rinschbachtal bewässert. Das Wasser wurde zu diesem Zweck an einem Wehr in Höhe des Dreimärkers an der Grenze zur Bofsheimer und Osterburkener Gemarkung entnommen und in einem Kanalsystem aus Sandstein zum Kandel geleitet. Die Anlage wurde von der Wassergenossenschaft Hemsbachtal betrieben. Der letzte „Wässerwart“ war der Landwirt Wilhelm Zimmermann aus Schlierstadt. Dieser hatte das Amt 1945 von seinem Vater übernommen. Bewässert wurde von Mai bis August. Vor der Wässerung wurden die Wiesenbesitzer unterrichtet, damit sie das Wasser im angegebenen Zeitpunkt auf die eigene Wiese ableiten konnten. Alle zwei Jahre waren für ein Ar Fläche 10 Pfennig an die Wassergenossenschaft zu zahlen. Dabei kamen zuletzt 183,82 DM zusammen. Davon waren die Unterhaltung der Anlage und die Personalkosten zu bezahlen. Der Einsatz von Kunstdünger und der sinkende Wasserstand in der Rinschbach führten dazu, dass die Anlage nicht mehr weiterbetrieben wurde.

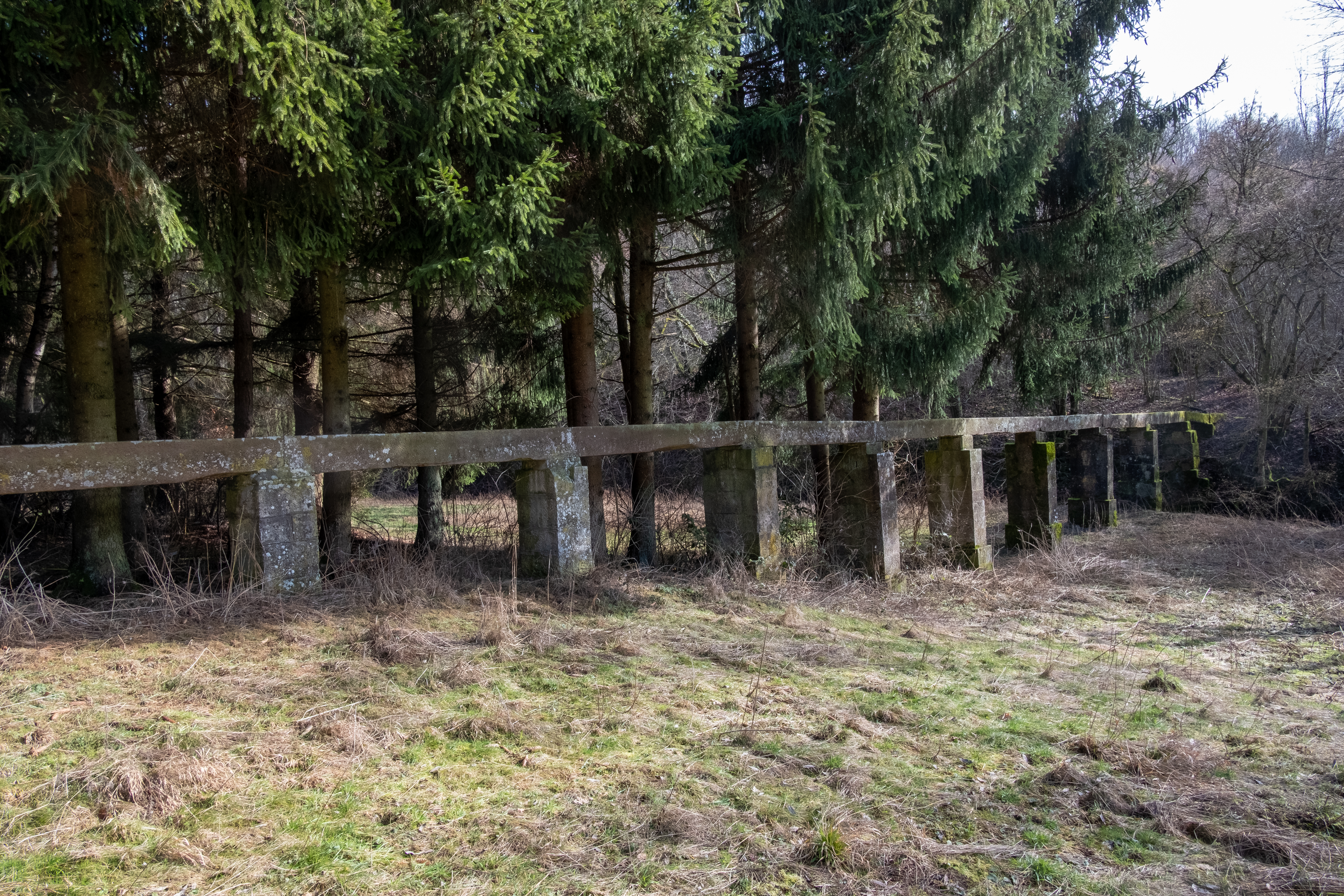
Der Kandel im Rischbachtal auf Gemarkung Schlierstadt
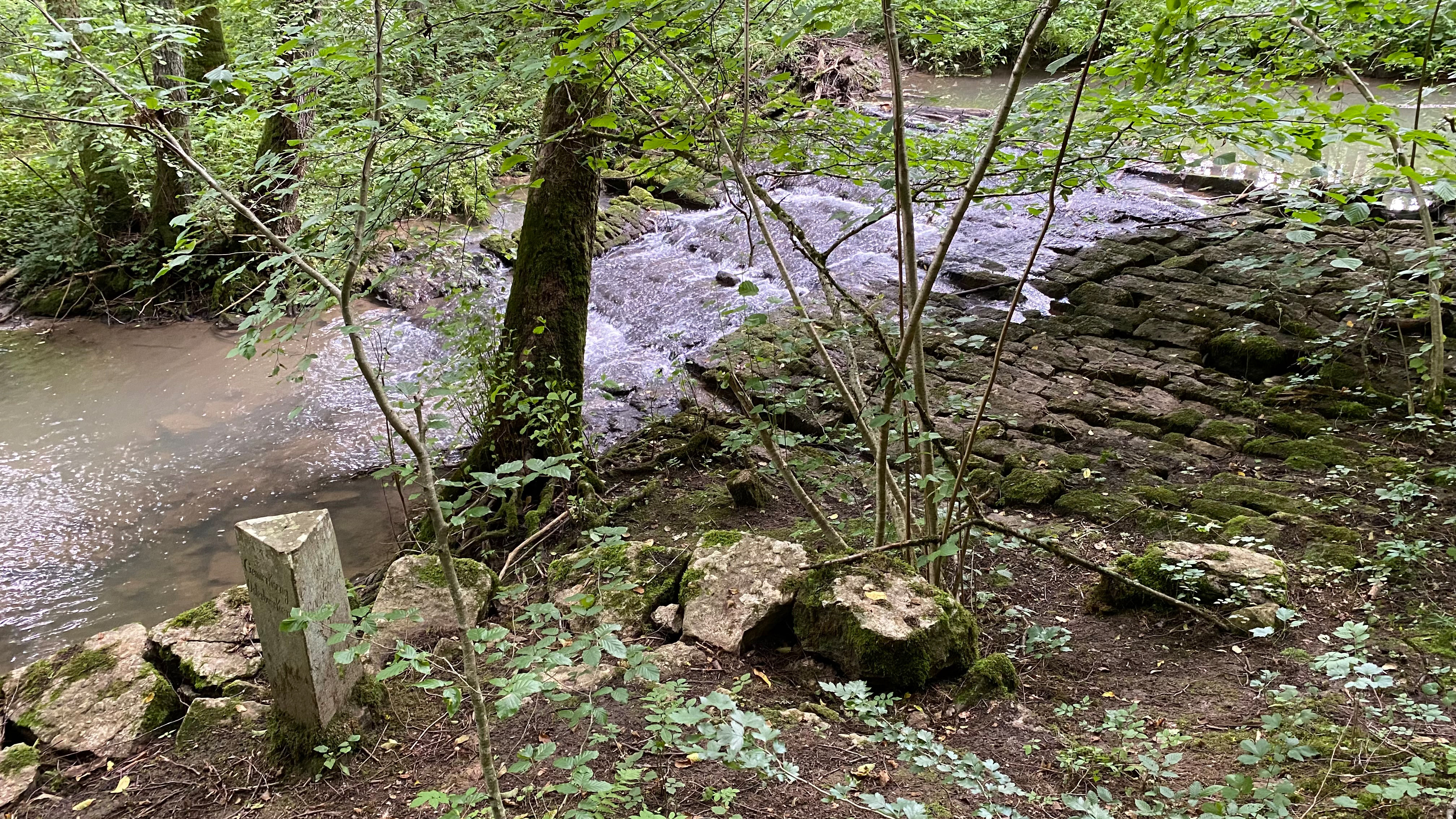
Wehr am Dreimärker in Schlierstadt

## Wirtschaft
Drei Unternehmen (eine Elektrofirma, das Bauländer Kunststoffwerk und Fliesenlegerei Seibold) sind im Ort als Arbeitgeber ansässig. Auf den mageren Kalkböden werden vorwiegend Getreide, Mais, Raps und Zuckerrübe angebaut, in neuerer Zeit auch wieder Dinkel, die für das Bauland typische Grünkern-Getreideart. Bei den zwei verbliebenen Haupterwerbslandwirten (Hofgut Hübl und Agrar Sack) handelt es sich um Mischbetriebe, die Rinder- und Schweinezucht, sowie Ackerbau betreiben.

### Ehemalige Handwerks- und Gewerbebetriebe
Die Festschrift zum Heimattag 1952 verzeichnet noch folgende Anzeigen von Gewerbebetrieben in Schlierstadt:
- Spar- und Darlehnskasse e.G.m.u.H. Schlierstadt. Die Genossenschaftsbank wurde 1884 gegründet. Als Dienstleistung bot sie die Annahme von Spareinlagen, den Überweisungsverkehr, Beratung in Geldangelegenheiten und die Lieferung sämtlicher landwirtschaftlicher Bedarfsartikel an. Später wurde sie zur Raiffeisenkasse und dann zur Volksbank. Heute ist sie in der Volksbank Franken aufgegangen.
- Kolonialwaren - Textilien, L. Zimmermann, Inhaber Karl Zimmermann
- Lebensmittelgeschäft Karl Holderbach, Lebensmittel immer gut, billig und frisch
- Lebensmittelgeschäft Ida Hornung, Qualitätswaren sowie Rauchwaren
- Wagnerei Karl Thomas Ebel (Wagnermeister)
- Wagnerei Josef Seibold (Wagnermeister)
- Schuhgeschäft Arthur Stich, Schuhwaren, Maß- und Reparaturwerkstätte
- Herren und Damenschneiderei Hugo Herkert
- Schlosser- und Spenglerei Josef Heinrich
- Schmiede Hermann Pfeiffer, Mechanik, Huf- und Wagenschmiede, Landmaschinen und Reparatur
- Textil- und Webwarengroßhandel G. Schmidt, Bettwäsche, Haushaltswäsche, Schürzen und Kleiderstoffe, Herren- und Damenunterwäsche, Arbeitskleidung, Strumpf- und Kurzwaren
- Mechanische Werkstätte Karl Sauer, Nähmaschinen, Motorräder, Fahrräder, Gummi, Elektro- und Radiovertrieb, Haushaltswaren
- Maler- und Tünchnermeister L. Mackert, Innen- und Außenputz aller Art sowie Maler- und Tapezierarbeiten nach bester Ausführung
- Lohndrescherei, Steinschlagbetrieb und Holzsägerei Wilhelm Baier, empfiehlt sich durch reelle Bedienung
- Sattlerei und Polstergeschäft, Helmut Kaufmann, alle Arten Matratzen und Polstermöbel. Garantiert Facharbeit.
- Huf- und Wagenschmiede, Landwirtschaftliche Maschinen, Wilhelm Fischer
- Zimmergeschäft und Treppenbau, Richard Müller
- Maler- und Gipsergeschäft, Ludwig Matt, Ausführung sämtlicher Malerarbeiten sowie Innen- und Außenputz. Reelle Bedienung.
- Küferei Josef Weber, Küfermeister, empfiehlt sich für alle Küferarbeiten
- Schuhgeschäft Wilhelm Herberich, Die schönen Schuhe aus der Schuhgroßhandlung A. Rückert, Adelsheim

Im Jahr 2021 gibt es bereits seit Jahrzehnten keinen einzigen dieser Betriebe mehr.

### Ehemalige Wirtshäuser
- Gastwirtschaft und Bäckerei "Zur Krone", Alfred Zimmermann
- Gasthaus und Bäckerei "Zum Engel", Fritz Philipp
- Gasthaus "Zum Löwen"

## Soziale Einrichtungen
- Kindergarten St. Josef ist in der ehemaligen Schule von Schlierstadt untergebracht. Das Schulgebäude wurde im Jahr 1923 erbaut und am 22. Mai 1924 eingeweiht. Verantwortlicher Architekt war Leopold Moosbrugger aus Heidelberg. Moosbrugger war am 3. September 1923 auf der Fahrt von Buchen nach Schlierstadt mit dem Fahrrad gestürzt und erlag seinen Verletzungen. Die Bauleitung wurde von seinem Kollegen Heinrich Pflaumer übernommen.[8]
- Die Pfarrscheune (Gemeindezentrum der katholischen Kirche) bei der Kirche kann für kleinere Veranstaltungen oder Feiern gemietet werden.

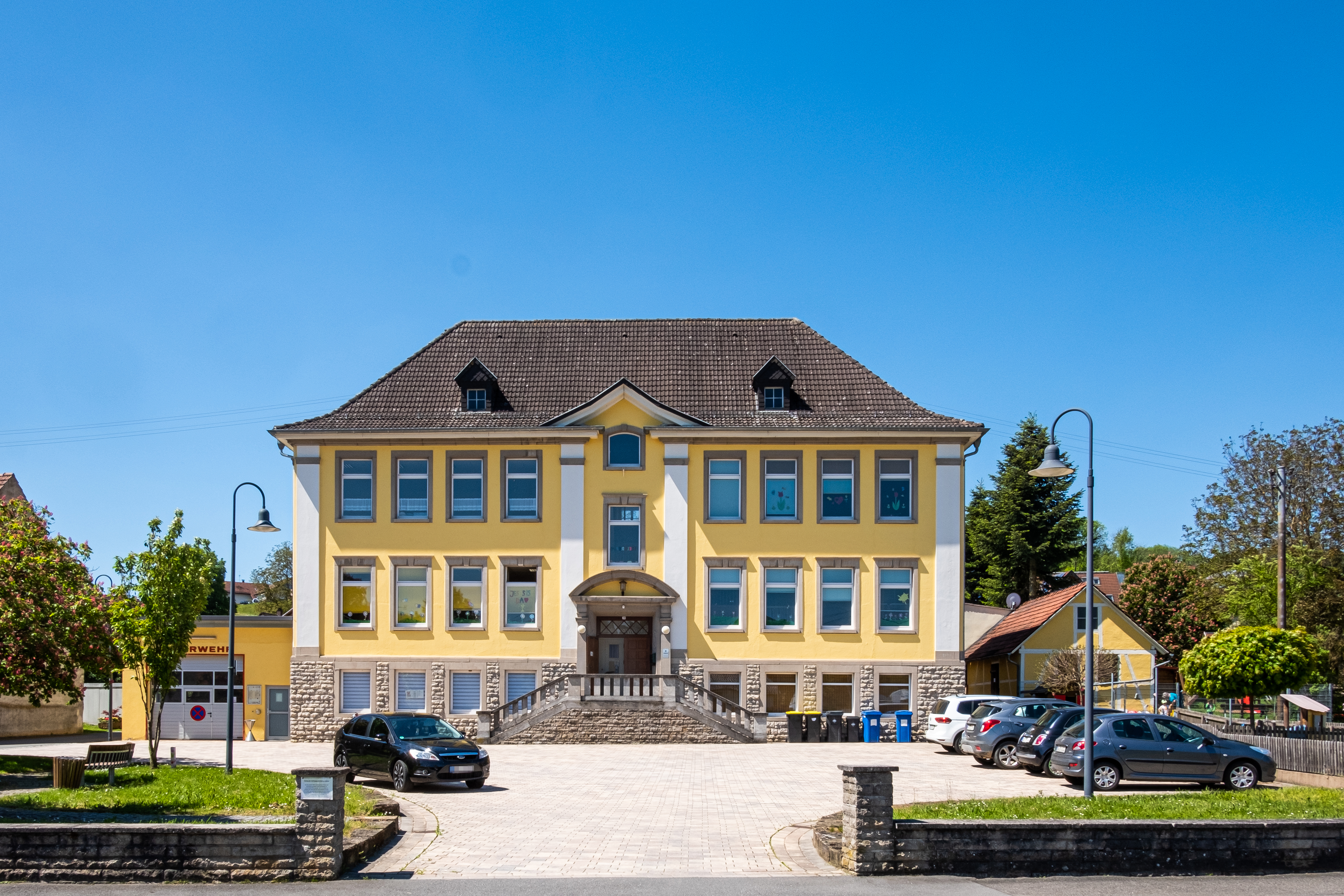
Die ehemalige Grundschule Schlierstadt, die heute den Kindergarten St. Josef beherbergt
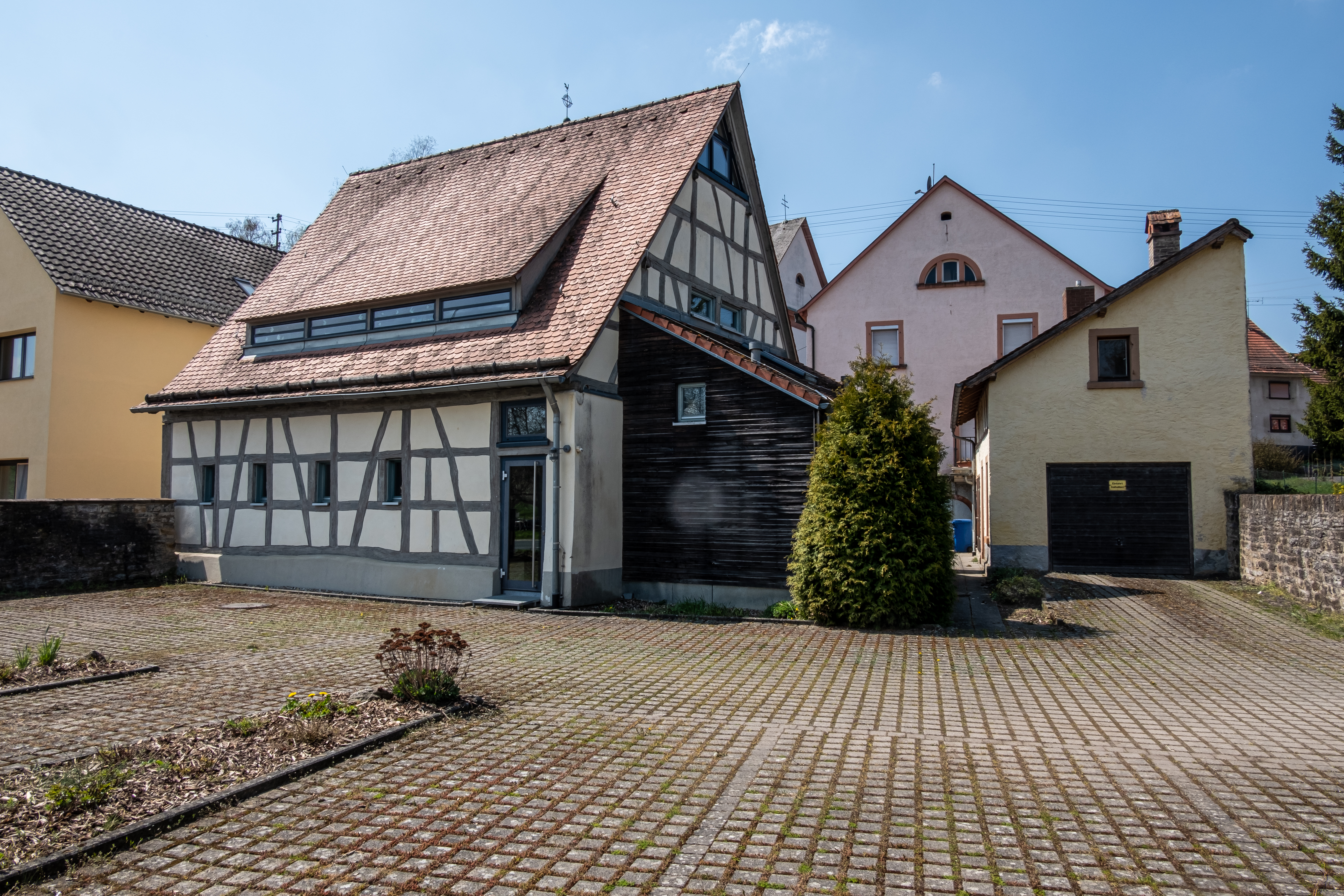
Pfarrscheune

## Brauchtum
- Mitte Mai, anlässlich des Festes zu Ehren des heiligen Gangolf, findet die jährliche Pferdeprozession mit Pferdesegnung statt.
- An Fronleichnam findet nach dem Gottesdienst die Fronleichnamsprozession statt. Hierzu errichten die Gemeindemitglieder in der Kirchgasse, der Heckenstraße, Seckacher Straße und im Oberländle am Schulhaus vier mit Blumenteppichen geschmückte Stationsaltäre. An den Altären wird mit der Monstranz der eucharistische Segen erteilt.

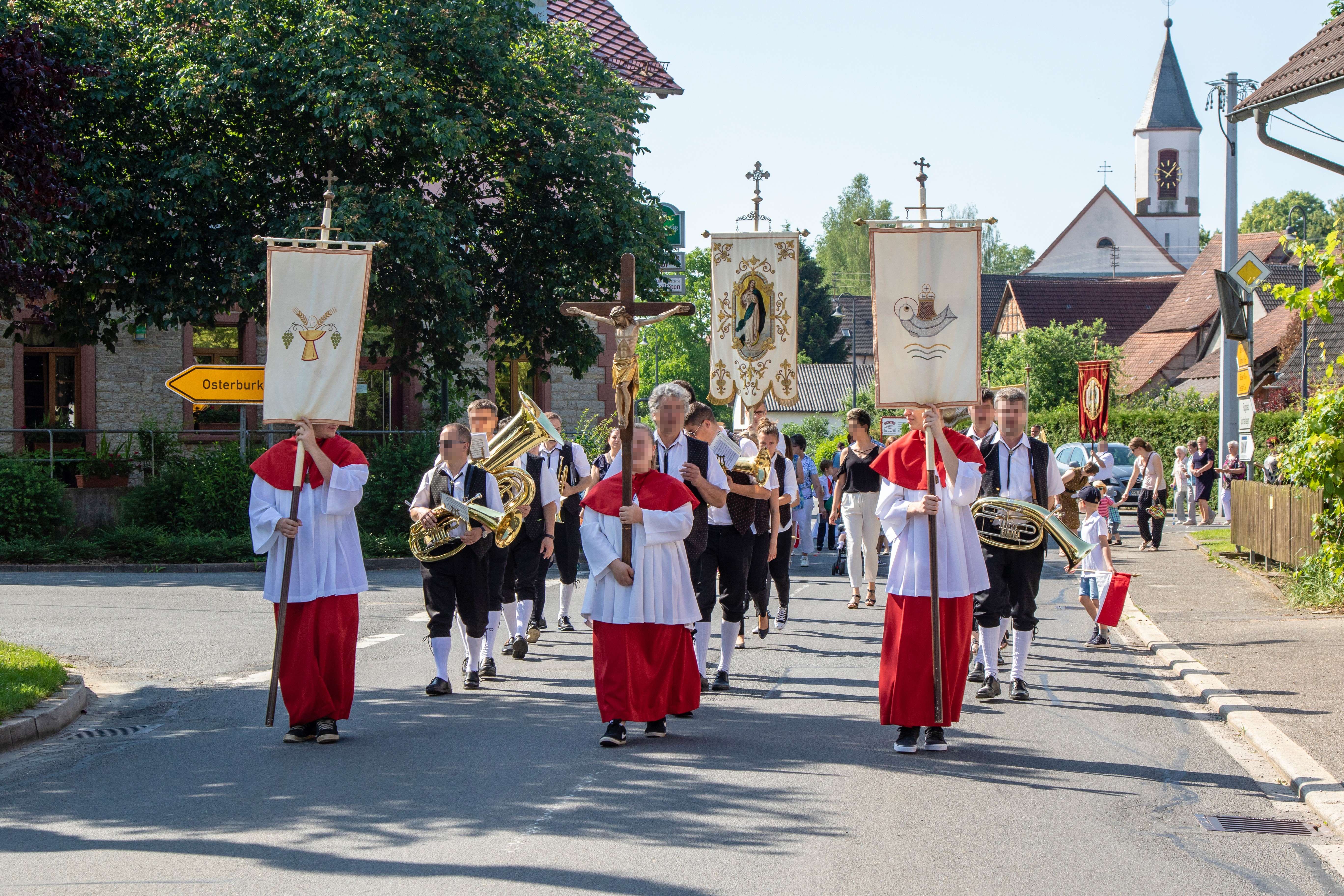
Fronleichnamsprozession 2019
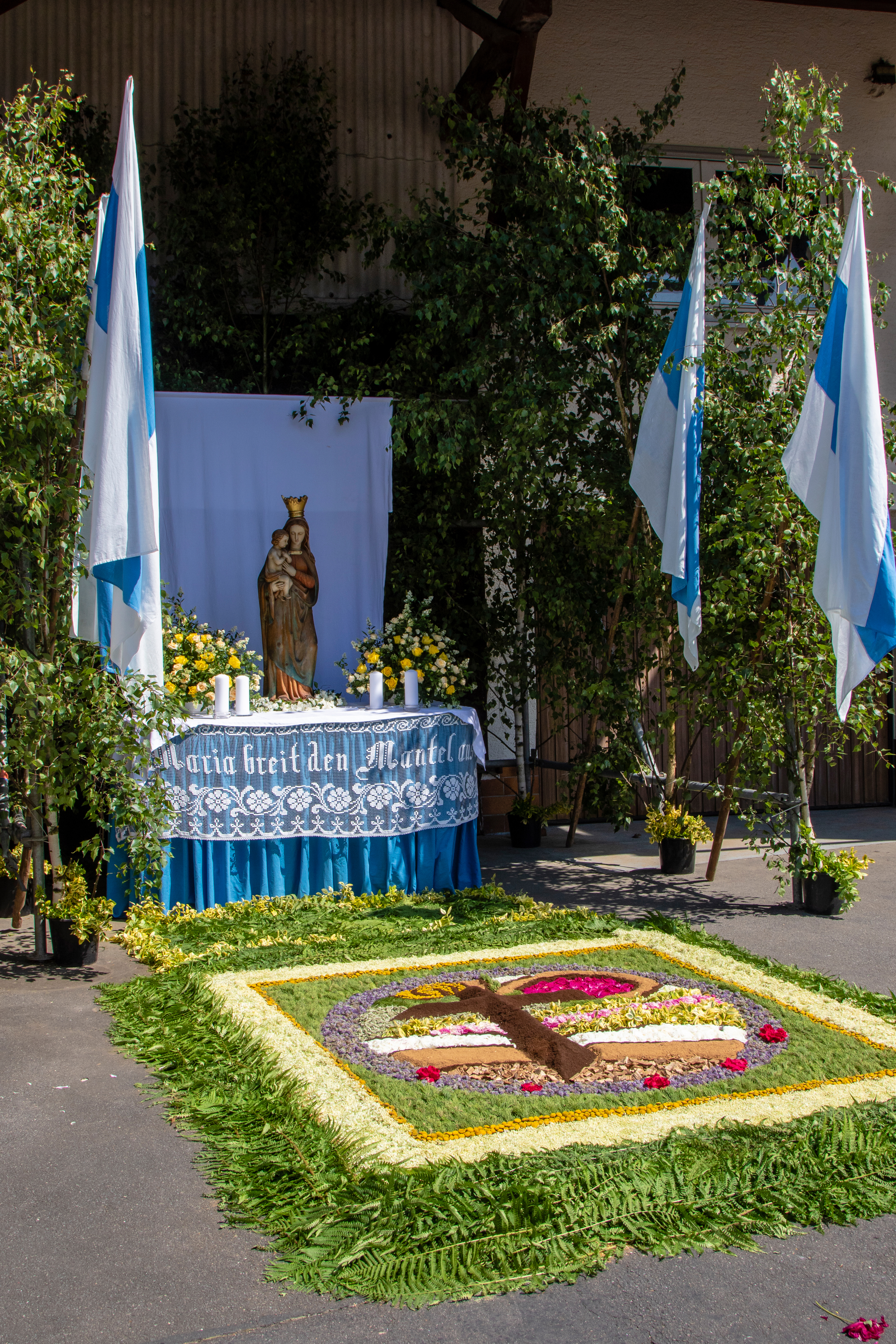
Fronleichnamsaltar in der Seckacher Straße im Jahr 2018
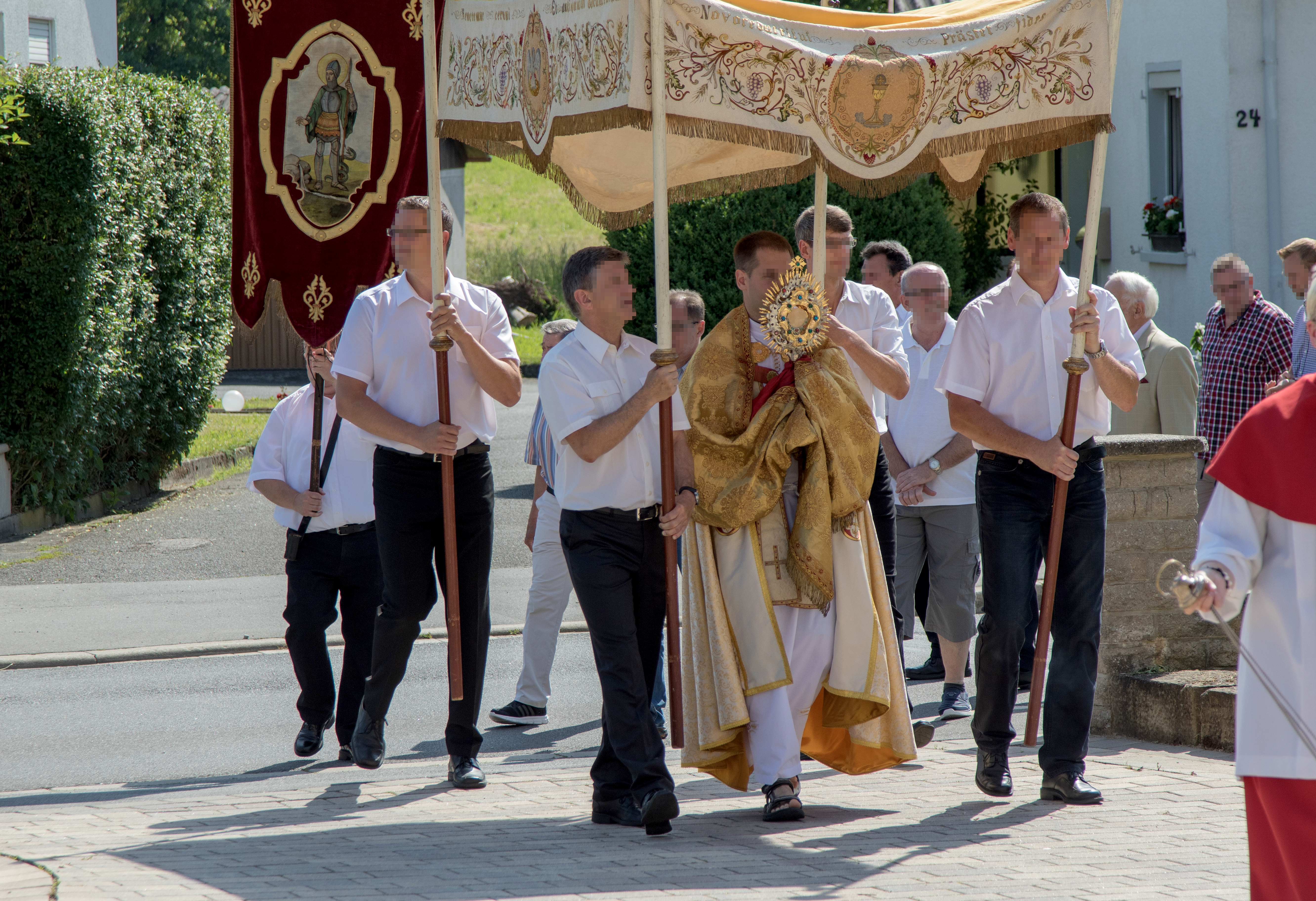
Baldachin mit dem Allerheiligsten Fronleichnam 2017

## Sprache
Die älteren und in Schlierstadt aufgewachsenen Einwohner sprechen noch teilweise „schlierschter Dialekt“. Ein eindrucksvolles Beispiel hierfür ist das von dem Schlierstadter Lehrer Alois Brümmer im Jahre 1928 im „Wartturm“ veröffentlichte Gedicht „Im Hinnerland“. Das Gedicht beschreibt das karge Leben zu dieser Zeit in Schlierstadt. Die junge Generation verliert zunehmend den lokalen Dialekt. Reiner Dialekt wird heute nur noch von wenigen gesprochen. Zwischen nur wenige Kilometer entfernten Nachbarorten bestehen zum Teil erhebliche Dialektunterschiede.

### Dialektglossar
| Dialekt                           | Hochdeutsch                                                         |
| --------------------------------- | ------------------------------------------------------------------- |
| Hinnerland                        | Hinterland                                                          |
| Wääze                             | Weizen                                                              |
| Hawwer                            | Hafer                                                               |
| Gänsch                            | Gänse                                                               |
| Gärschde                          | Gerste                                                              |
| Göigl                             | Gockel, Hahn                                                        |
| gugg emol                         | schau mal                                                           |
| sundisch                          | sonntags                                                            |
| steereich                         | steinreich                                                          |
| morr losse dä Wörsching nät hänge | wir lassen den Kopf nicht hängen                                    |
| Wörschinggraud                    | Wirsing                                                             |
| manchmol dauern morr unsch sälber | manchmal bemitleiden wir uns selbst                                 |
| Schdorzl                          | Rest eines Halmes, der nach dem Mähen über der Wurzel stehen bleibt |
| Pferdzo                           | Mais                                                                |

## Freizeitmöglichkeiten

### Sport
- Tennis im örtlichen Tennisverein
- Fußball, Seniorensport u. a. im SV Schlierstadt
- Fallschirmspringen auf dem Flugplatz Schlierstadt-Seligenberg,
- Wandern, Radfahren und Laufen auf gut ausgebauten Wald- und Radwegen in einer wunderbaren Landschaft. Auf der östlichen Gemarkung, an der Grenze zu Eberstadt, führt der Skulpturenradweg vorbei, mit einer begehbare Skulptur von Laila Auburger aus Holz und Stein, die zugleich als Camera Obscura funktioniert. Ebenso die erste Etappe des Main-Tauber-Fränkischen-Radachters. Diese führt von Lauda-Königshofen nach Buchen (Westring).

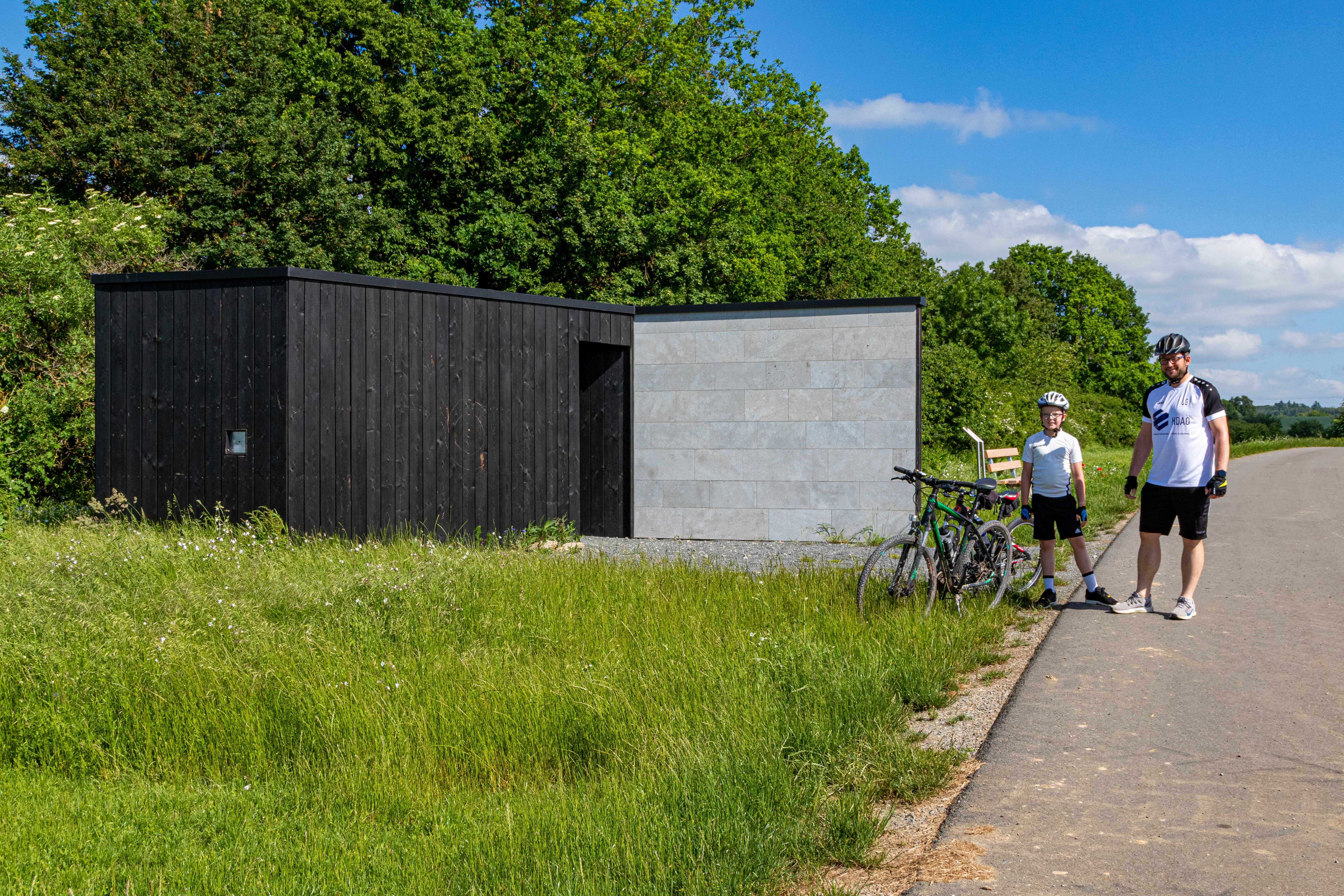
Camera Obscura am Skulpturenradweg in Schlierstadt
Logo des Skulpturenradwegs

### Kultur
- Musikverein Schlierstadt
- Heimatverein Schlierstadt

## Persönlichkeiten

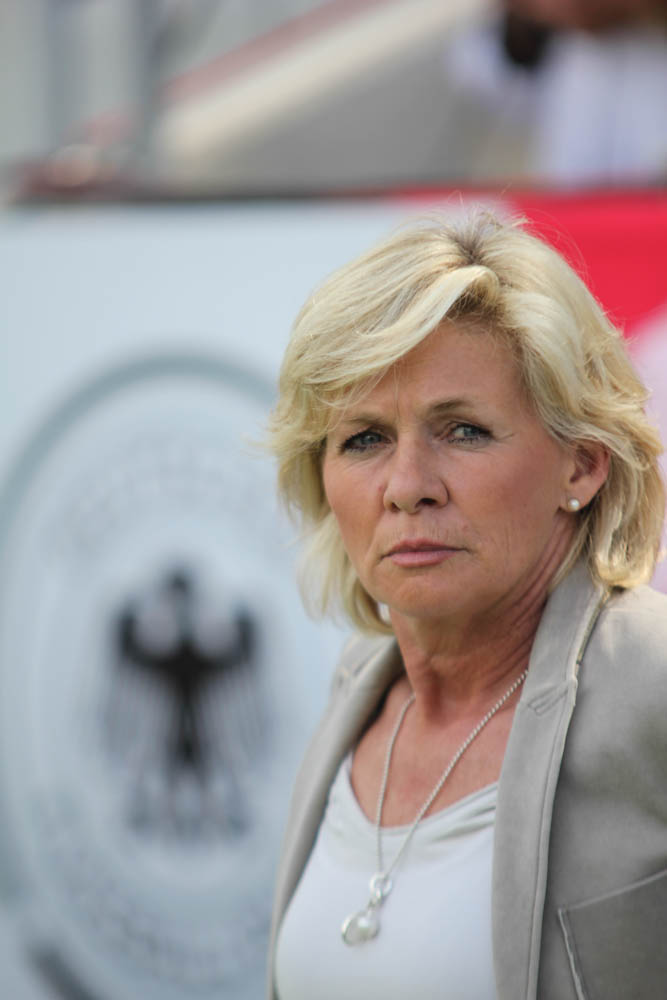
Ehemalige DFB-Bundestrainerin der Fußballnationalmannschaft der Frauen

- Der Theologe Georg Zingel wurde 1428 in Schlierstadt geboren. Er war Professor in Wien und Ingolstadt, wo er 1508 starb, und galt als einer der hervorragendsten Theologen am Vorabend der Reformation.
- Richard Schneider, geistlicher Rat, von 1946 bis 1961 Pfarrer von Schlierstadt
- Friedrich Stoll, geistlicher Rat, 1962 bis 1982 Pfarrer von Schlierstadt. In seiner Amtszeit wurde die Pfarrkirche St. Gangolf grundlegend renoviert.
- Alois Brümmer, Lehrer in Mannheim und Hemsbach an der Bergstraße, geb. 1886 in Schlierstadt, gestorben am 14. März 1970 in München, Verfasser des Mundartgedichts "Im Hinnerland"
- Schwester Theresia Gramlich, geb. am 24. November 1842, gestorben am 10. August 1914, Franziskanerin mit dem Ordensnamen "Mutter Gabriel". Theresa Gramlich ist im Jahr 1852 im Alter von neun Jahren mit ihren Eltern, Peter Anton und Maria Thekla Gramlich, in die USA ausgewandert. Sie wurde Mitbegründerin des Franziskanerklosters "The Franciscan sisters of Christian Charity" in Manitowok, Wisconsin (USA).
- Josef Krämer, Dekan und Geistlicher Rat, war von September 1937 bis Oktober 1941 Pfarrverweser in Schlierstadt. Von 1952 bis 1953 gehörte er der "Verfassunggebenden Landesversammlung" und von 1953 bis 1960 dem Landtag von Baden-Württemberg an. Er war Träger des Großen Verdienstkreuz des Verdienstordens der Bundesrepublik Deutschland.
- Franz Josef Meinrad Merkel, Ordensgeistlicher bei der Missionsgesellschaft vom heiligen Geist - Spiritaner und bis zum 22. August 2020 Bischof von Humaitá in Brasilien. Er empfing am 25. April 1954 in Schlierstadt die erste heilige Kommunion. Sein Vater, Franz Merkel, war zu dieser Zeit in Schlierstadt als Volksschullehrer tätig. Seine beiden Brüder Norbert und Carl sind ebenfalls Priester. Auf der Amazoniensynode im Jahr 2019 forderte Bischof Merkel eine ökologische Bekehrung: "Wir sprechen manchmal von den verschiedenen Bekehrungen und eine – sie heißt eben ökologische Bekehrung – erfordert ein Umdenken. Wir müssen umdenken, schlichter werden. Wir können nicht so mit den Ressourcen umgehen, wie wir es immer noch tun." Auf der Synode zählte er auch zu den Befürwortern einer Priesterweihe für verheiratete Männer. Heute lebt Bischof Merkel in der Nähe von Mosbach und unterstützt die Seelsorgeeinheit Mosbach-Elz-Neckar.
- Silvia Neid, ehemalige Bundestrainerin der Nationalmannschaft der Frauen (2005 bis 2016) spielte von 1975 bis 1980 bei der damaligen Fussballdamenmannschaft des SV Schlierstadt. Ihre Mutter stammt aus Schlierstadt.

## Ehrenbürger
- Arthur Stich, von 1962 bis 1974 Bürgermeister der selbständigen Gemeinde Schlierstadt. Von 1974 bis 1981 Ortsvorsteher des Ortsteils Schlierstadt in der Stadt Osterburken. Er ist am 28. Oktober 1984 plötzlich und unerwartet verstorben. Er war für diesen Tag als Wahlleiter mit der Durchführung der Kommunalwahlen beauftragt. In seiner nahezu zwanzigjährigen Amtszeit hat der Schlierstadt zu einer modernen Gemeinde entwickelt.
- Georg Götzinger (1884–1966), ehemaliger Ortspfarrer, Ehrendekan und Ehrenbürger von Schlierstadt und Rosenberg. Er ist in Schlierstadt auf dem Weg zur Kirche von einem Motorradfahrer angefahren worden und hat dabei einen tödlichen Schädelbasisbruch erlitten. An Georg Götzinger erinnert heute unter dem Friedhofskreuz eine Ehrentafel.